# Île-d'Arz
Pour les articles homonymes, voir Arz.
Île-d'Arz [ildaʁ] est une commune française située dans le département du Morbihan, en région Bretagne. Elle recouvre huit îles dont la principale est l'île d'Arz, île du golfe du Morbihan au large de Vannes.
L'Île-d'Arz fait partie du Parc naturel régional du golfe du Morbihan.

## Toponymie
Le nom breton de la commune est Enez Arh ou En Arh (An Arzh en orthographe moderne). Il est à rapprocher de arzh « ours » (pouvant désigner le nom d'un habitant de l'île) ou arto « élevé ». Enez Arh signifierait « l'île de l'ours » ou « l'île élevée »,. Sa devise est Arzao Hag Arzam, qui signifie « Debout et tenons ».

## Géographie

### Situation

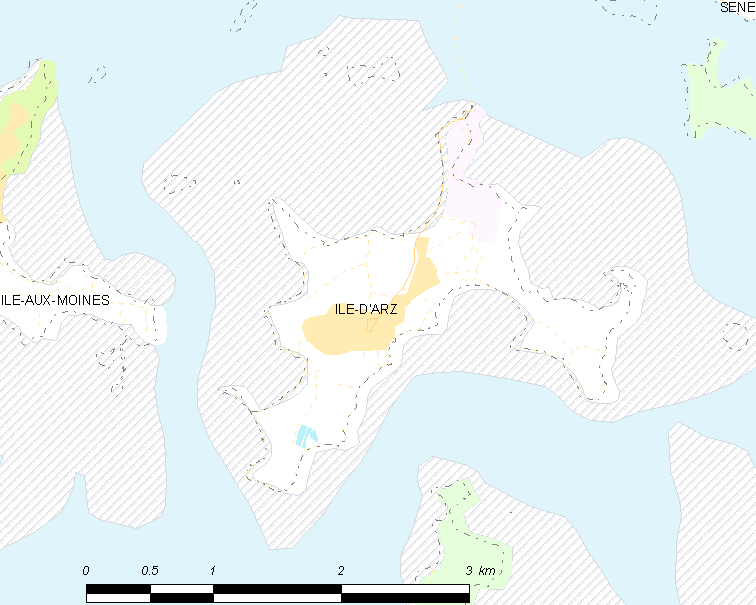
Carte de la commune.

L'Île-d'Arz, commune insulaire, est située à six kilomètres au sud-ouest de la préfecture Vannes dans le golfe du Morbihan. La commune, qui s'étend sur une surface d'environ 330 ha, est composée de huit îles : la principale, Arz, d'une superficie de 269 ha pour 18 km de linéaire côtier, Illur sa proche voisine avec ses 41 ha, et huit petites îles ou îlots : Iluric, Drénec Vras (et ses deux îlots Drénec Vihan et Er Mileneg rattachés sur l'estran à marée basse), Lerne, Mouchiouse, Île du Charles et Spiren.
En tant que commune insulaire, elle ne possède pas de commune limitrophe.
À l'ouest, un bras de la rivière de Vannes sépare Arz de l'Île-aux-Moines. À l'est, le fort courant de la rivière de Noyalo a creusé un profond chenal entre elle et Ilur. Au nord-est, c'est une étendue d'eau de faible profondeur qui la sépare des îles Boëdic et Boëd rattachées à Séné.
Le point culminant se trouve au centre du bourg à une altitude de 17 ou 19 mètres selon l’IGN.

### Géologie et relief
Ilur est séparée de l'île d'Arz par le chenal assez profond de la rivière de Noyalo ; par contre seule une zone vaseuse, un schorre, découvrant à marée basse et contenant des parcs à huîtres, la sépare, ainsi que les îles Iluric, Godec et des Œufs, de la rive nord de la presqu'île de Rhuys. Il est probable qu'avant le VIe siècle ces îles étaient rattachées au continent, étant reliées à l'actuelle presqu'île de Rhuys par une plaine, ce qui explique la création au haut Moyen Âge de la paroisse d'Ilur dont l'île d'Arz dépendait alors. Cette plaine fut envahie par la mer lors d'une transgression marine entre le VIe siècle et le XIe siècle, ce qui créa les îles précitées (seule l'île d'Arz existant antérieurement à cette transgression).
De faible altitude (le point le plus élevé est à 11 mètres de haut), l'île d'Arz a toutefois un littoral assez découpé : île étirée en longueur de l'est-nord-est (pointe du Béluré) à l'ouest-sud-ouest (pointe de Liouse), de faible largeur (1 kilomètre au maximum entre le Penher et Pen Raz), elle possède cinq presqu'îles qui ont été par le passé des îlots proches de l'île principale : la presqu'île de Béluré au nord, rattachée par une digue supportant la chaussée reliant le port de Béluré au reste de l'île, maintes fois endommagée par les assauts de la mer et nécessitant de fréquentes réparations ; le tombolo double (mais d'origine anthropique) de Berno, relié par deux digues enserrant l'étang du Berno au reste de l'île ; le pointe de Penher ; le tombolo de la pointe de Brouel ; le tombolo de Bilhervé, avec l'espace naturel des anciens marais salants situés au nord de la route reliant cette presqu'île au reste de l'île.

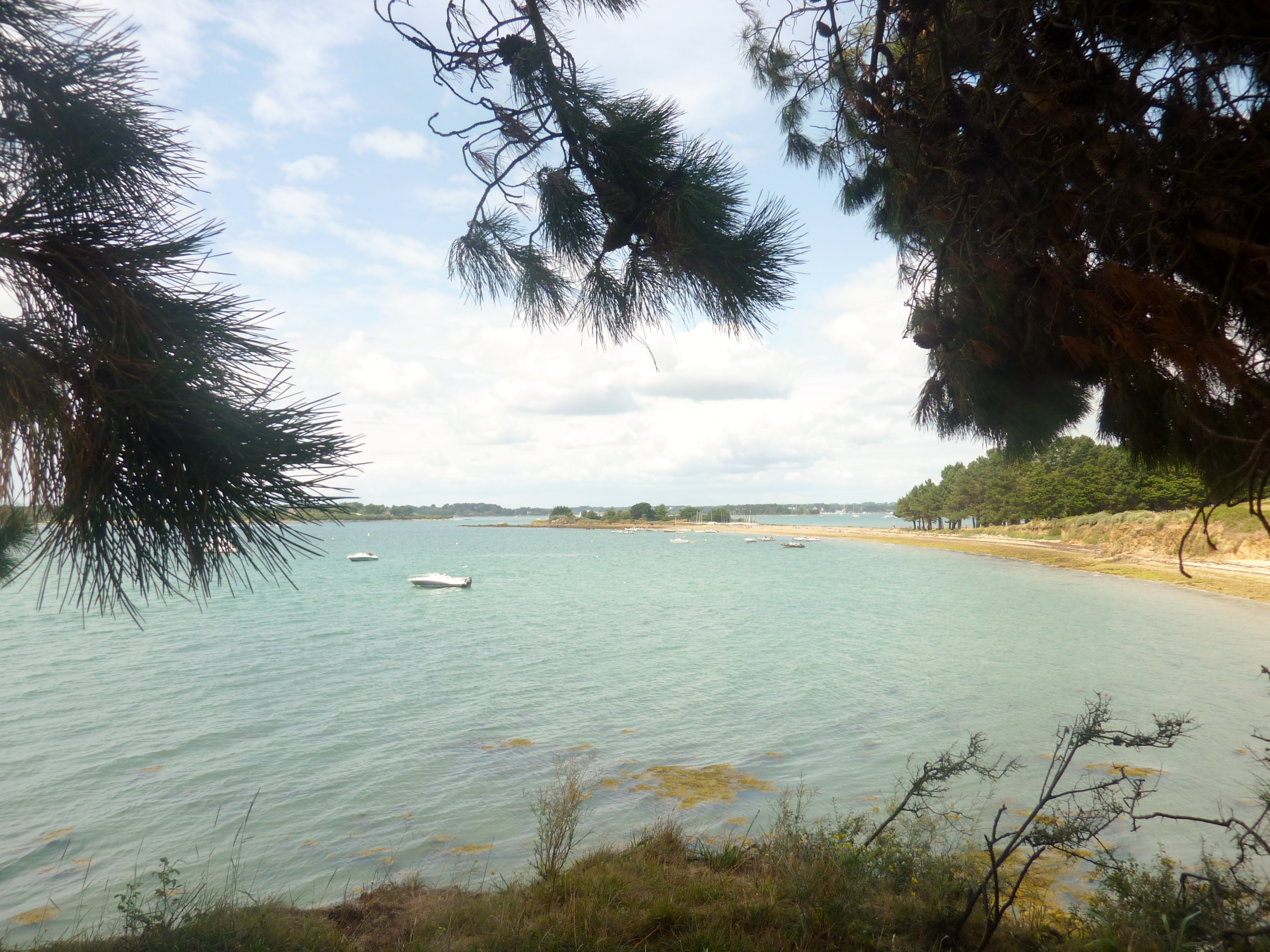
La presqu'île de Brouel et son tombolo vus depuis la pointe de Liouse.
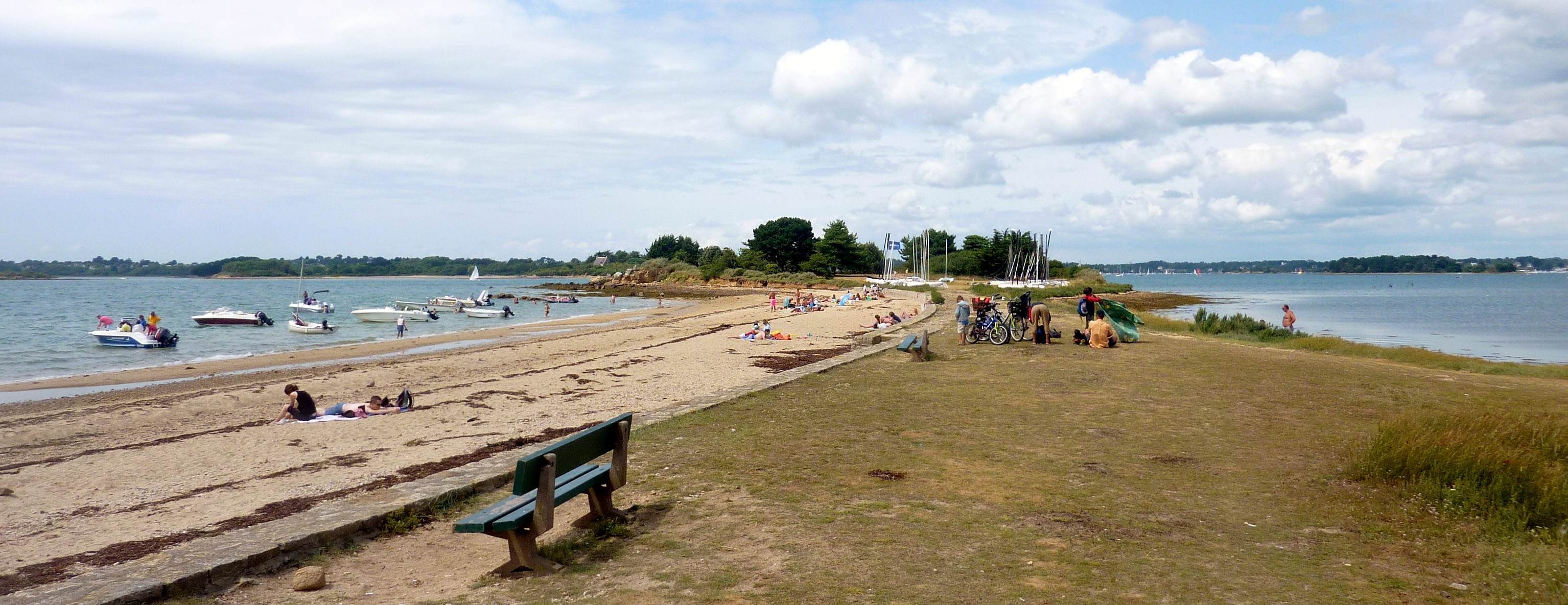
Le cordon littoral (tombolo) reliant la presqu'île de Bilhervé, visible à l'arrière-plan, au reste de l'île d'Arz.

Le marais de Greavo, dans la partie occidentale de l'île, est un espace naturel hydromorphe qui est préservé.

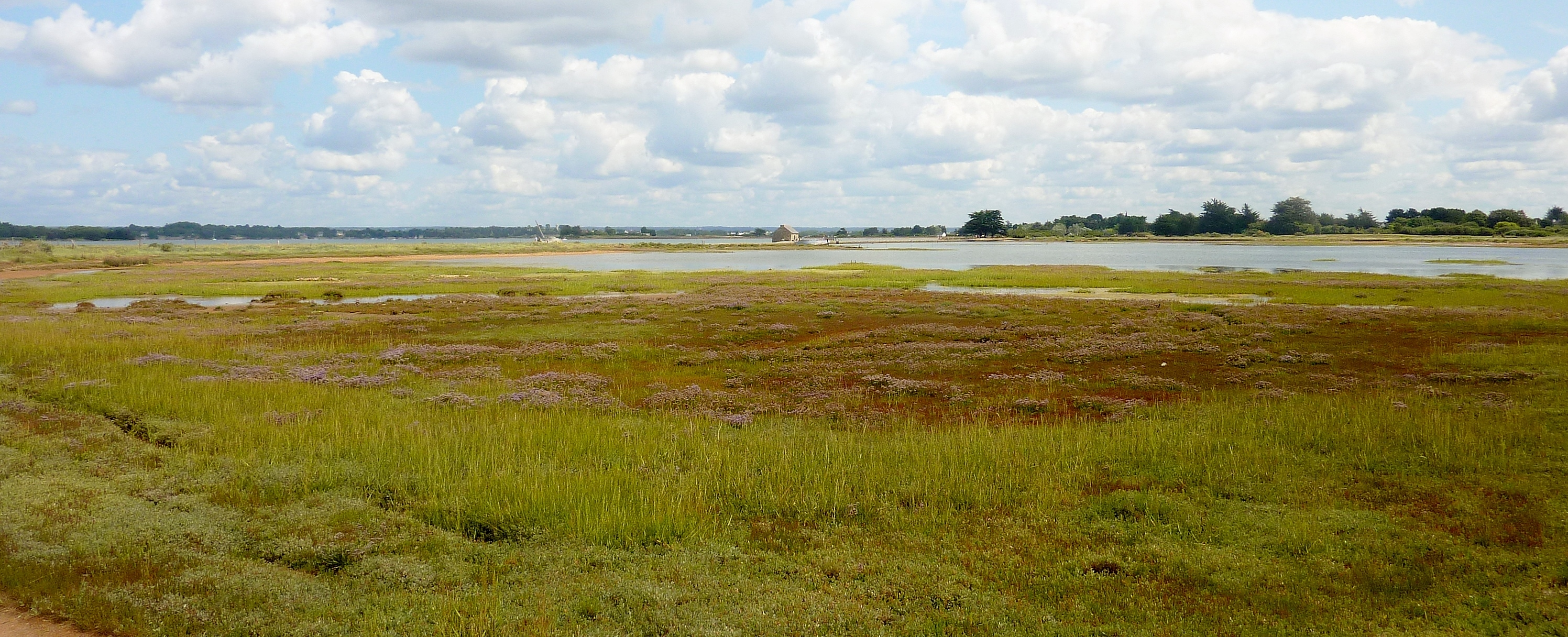
Slikke dans la baie de Brouel ; le moulin à marée de Berno est visible à l'arrière-plan.

L'Île-d'Arz a compté jusqu'à plus de 1 200 habitants à la fin du XIXe siècle ; l'eau des puits étant saumâtre, elle était difficile à boire nature, on la coupait de vin.
Le bourg se situe sur une hauteur d'environ 8 mètres au centre de l'île. Plusieurs hameaux existent, principalement dans sa moitié nord : Penero, Rudevent, Kervio, Kernoël, Bilhervé et, le seul au sud du bourg, Gréavo. Le tiers sud de l'île est quasi inhabité.

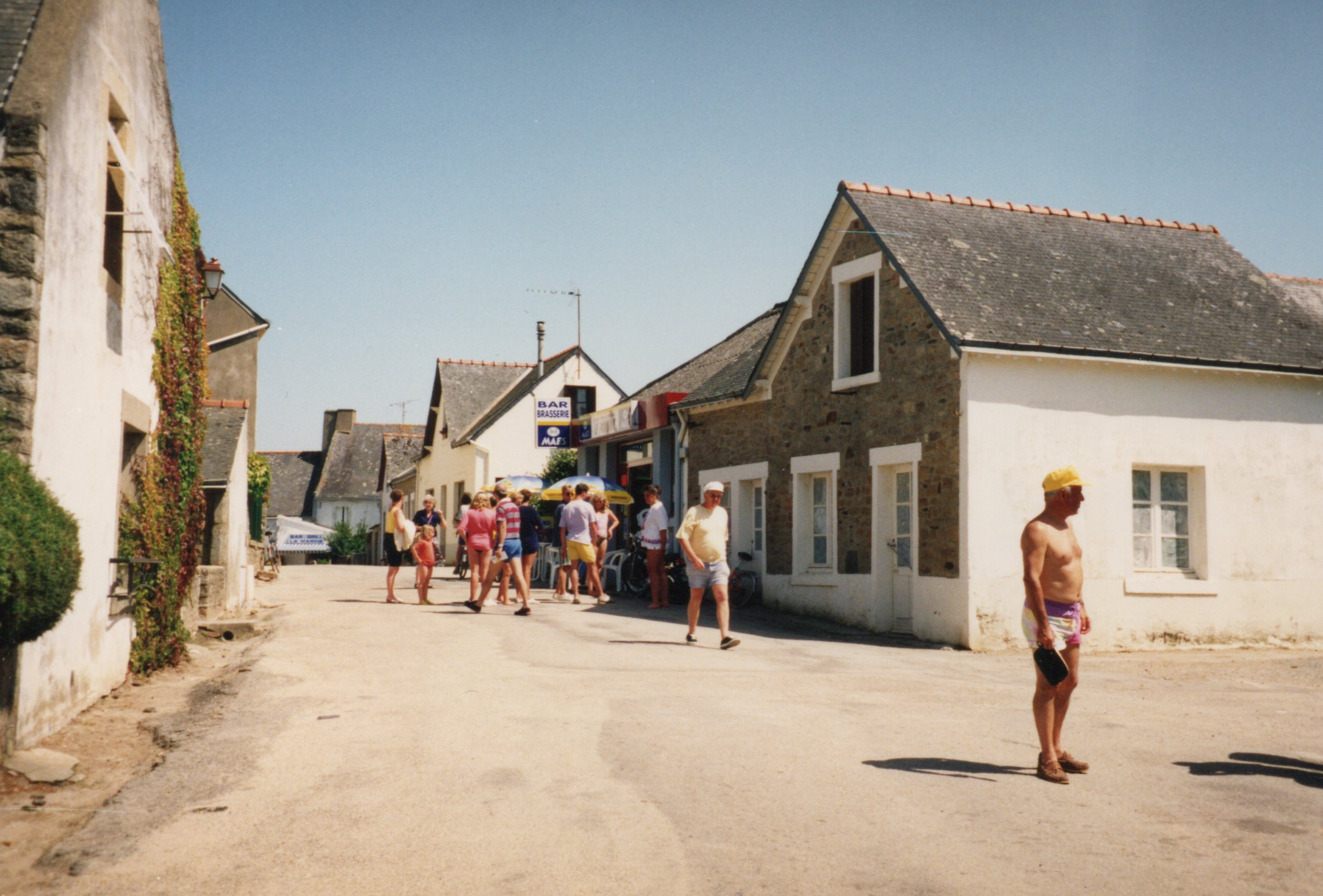
Le bourg de l'Île-d'Arz : la rue principale.
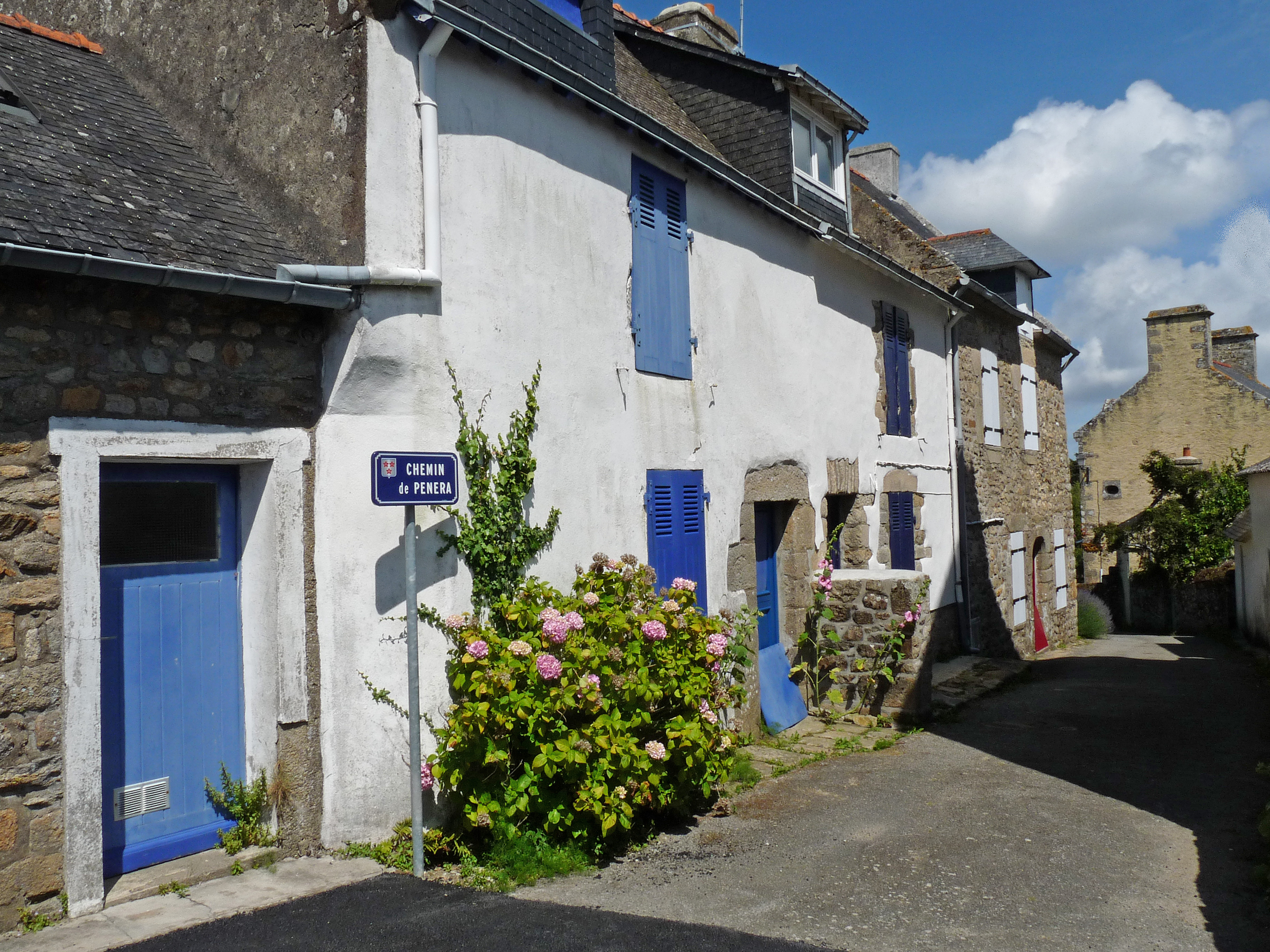
Une rue du bourg : le chemin de Penera.

### Voies de communication et transports
L'île principale possède 22 km de routes. Un bateau navette fait la liaison entre l'île d'Arz, Vannes et Séné. L'embarcadère de l'île est la cale de Béluré, située à son extrémité nord, port géré par le Conseil régional de Bretagne depuis 2017.

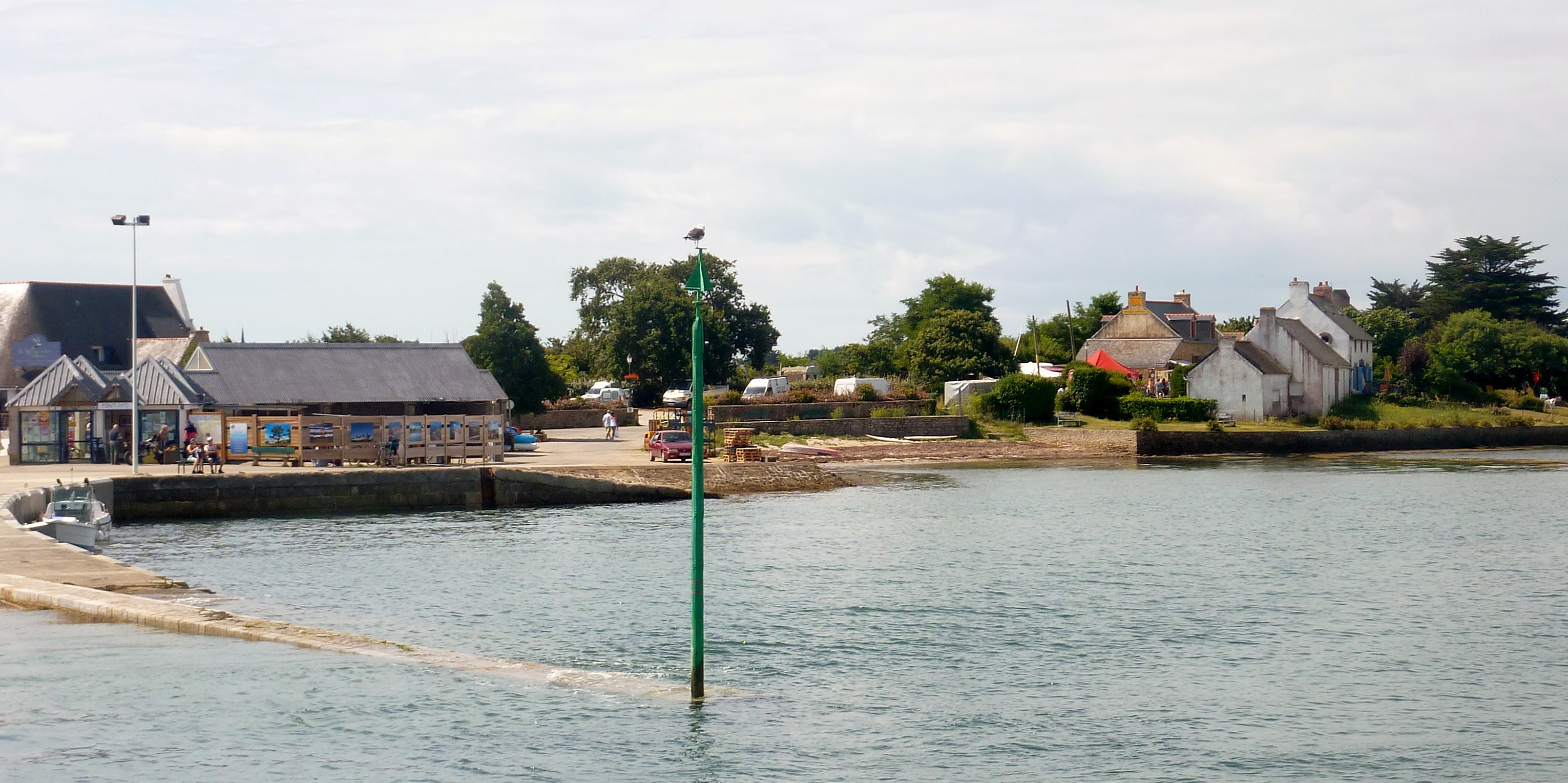
Le port de Béluré.
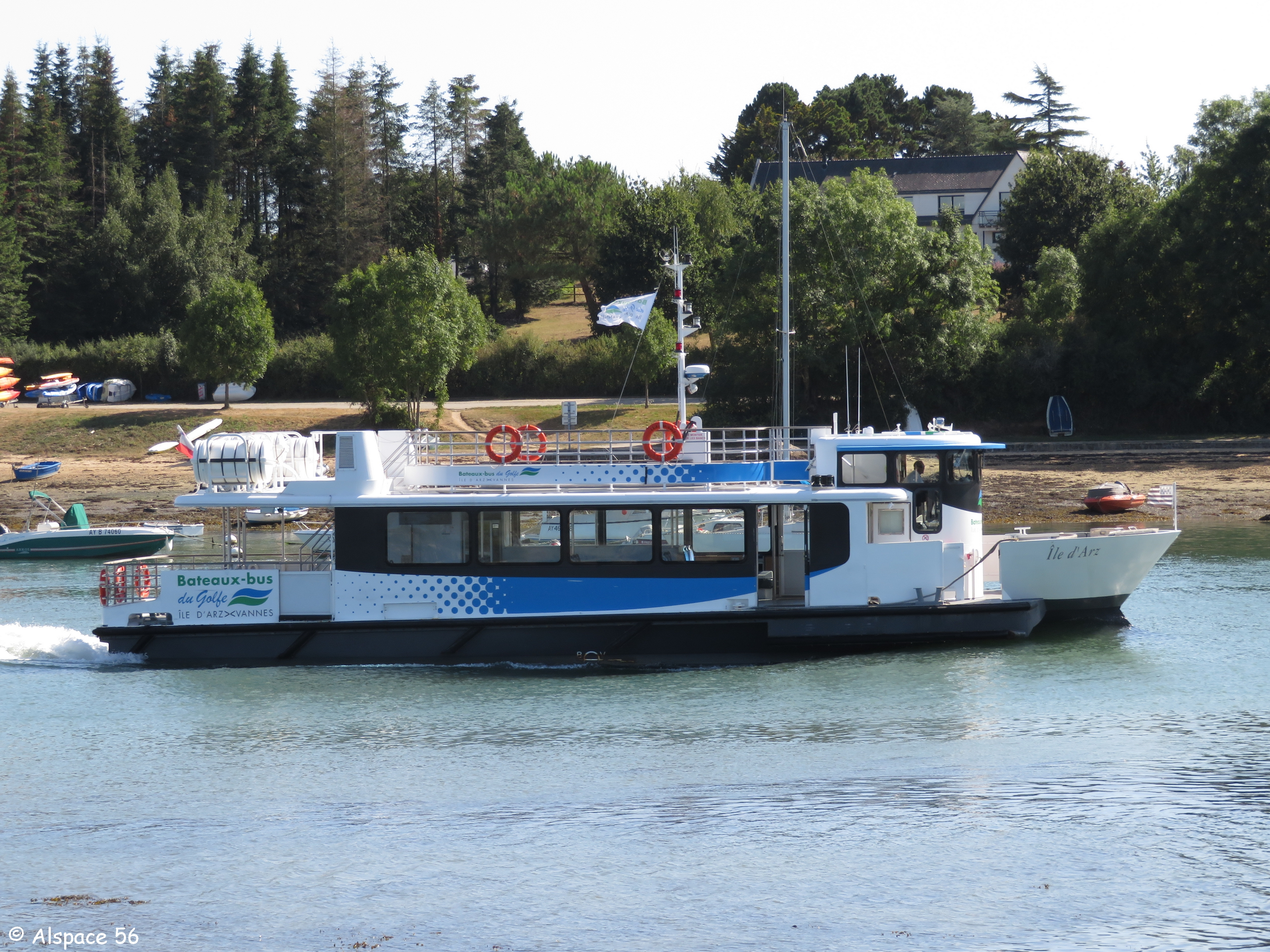
Le bateau de transports de passagers Île d'Arz en route vers le pointe de Béluré.
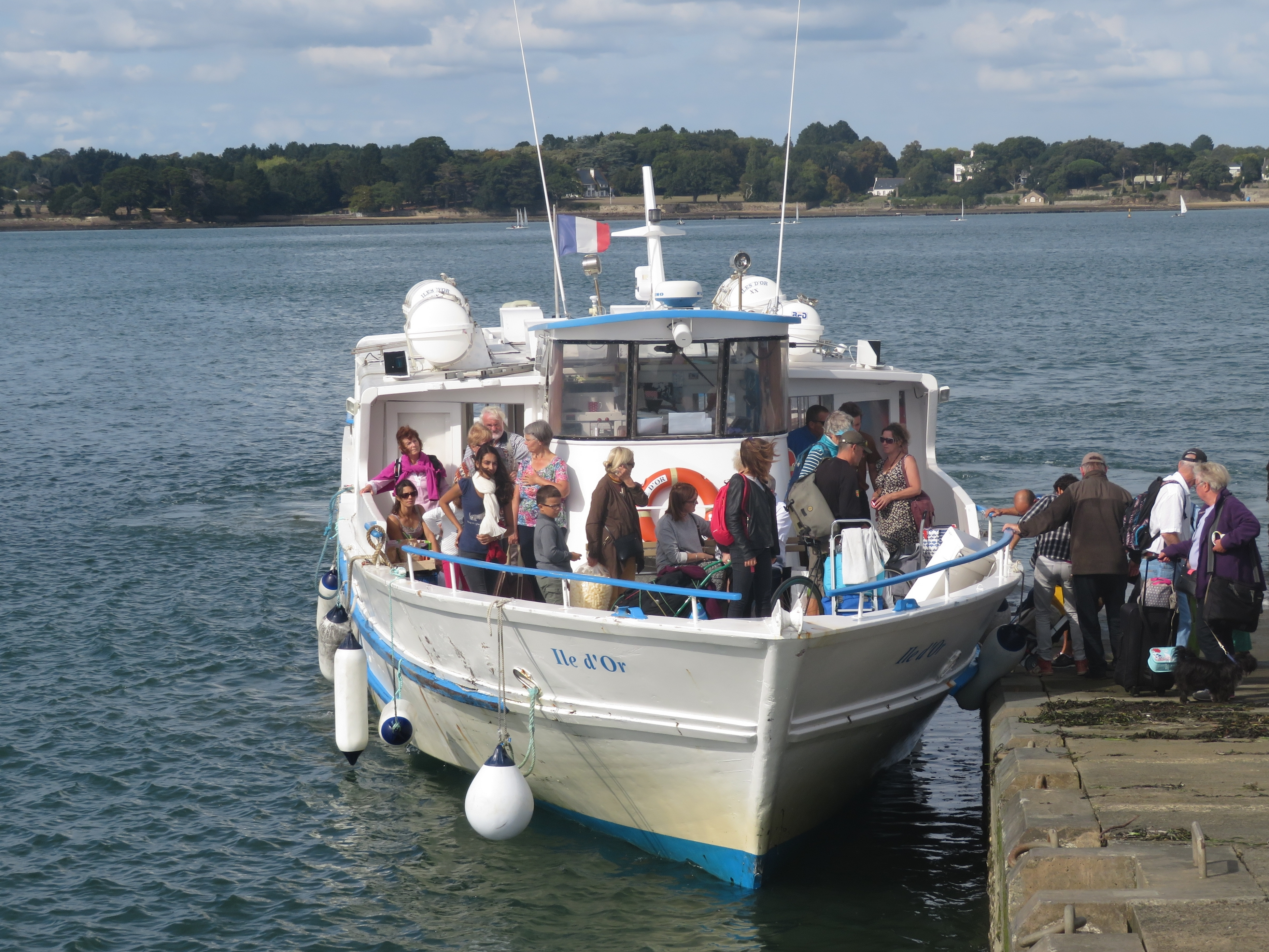
Le bateau de transports de passagers Île d'Or au port de Béluré.

L'île dispose de deux autres cales : celle de Penera (Pen Raz), à proximité du bourg, qui servait pour se rendre dans la presqu'île de Rhuys dont dépendait le prieuré de l'Île-d'Arz et celle du Mounien sur la rive occidentale pour se rendre à l'Île-aux-Moines ou à Arradon.

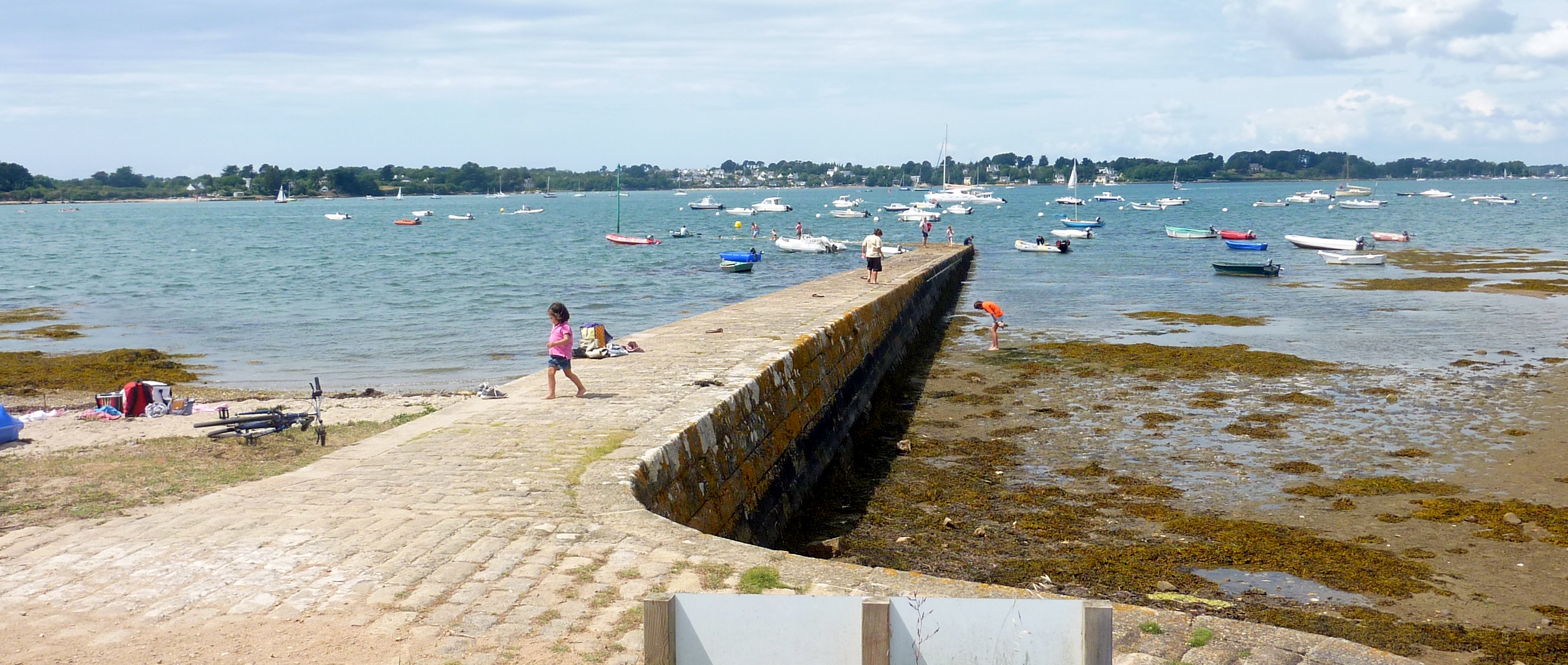
La cale de Pen Raz.

### Hydrographie
Pour un article plus général, voir Réseau hydrographique du Morbihan.
La commune est située dans le bassin Loire-Bretagne. Elle n'est drainée par aucun cours d'eau,.

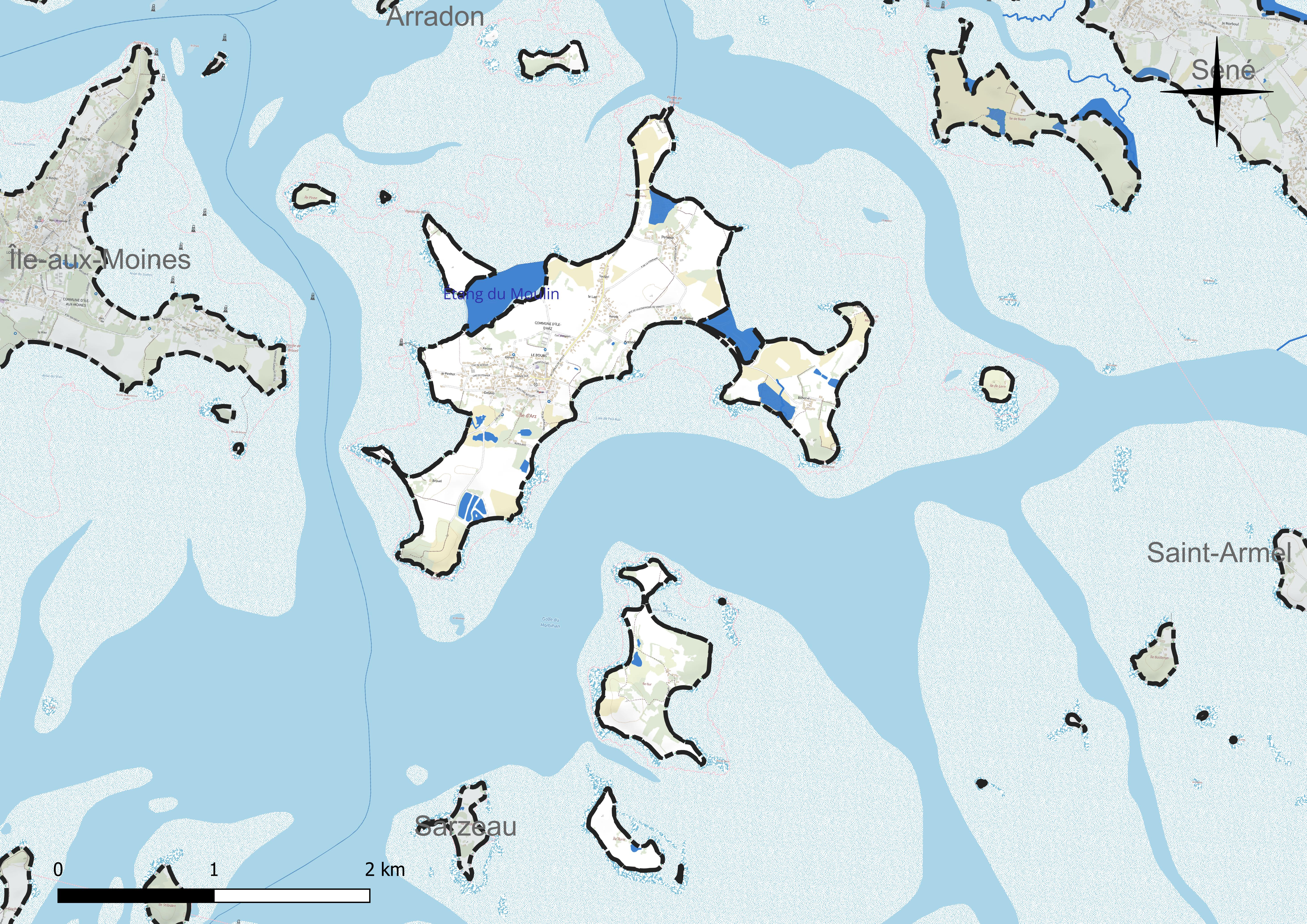
Réseau hydrographique d'Île-d'Arz.

Un plan d'eau complète le réseau hydrographique : l'étang du Moulin, d'une superficie totale de 12,6 ha (0,01 ha sur la commune),.

### Climat
Pour des articles plus généraux, voir Climat de la Bretagne et Climat du Morbihan.
En 2010, le climat de la commune est de type climat océanique franc, selon une étude du CNRS s'appuyant sur une série de données couvrant la période 1971-2000. En 2020, Météo-France publie une typologie des climats de la France métropolitaine dans laquelle la commune est exposée à un climat océanique et est dans la région climatique  Bretagne orientale et méridionale, Pays nantais, Vendée, caractérisée par une faible pluviométrie en été et une bonne insolation. Parallèlement l'observatoire de l'environnement en Bretagne publie en 2020 un zonage climatique de la région Bretagne, s'appuyant sur des données de Météo-France de 2009. La commune est, selon ce zonage, dans la zone « Littoral doux », exposée à un climat venté avec des étés cléments.  
Pour la période 1971-2000, la température annuelle moyenne est de 12,1 °C, avec une amplitude thermique annuelle de 11,8 °C. Le cumul annuel moyen de précipitations est de 796 mm, avec 12,6 jours de précipitations en janvier et 6,3 jours en juillet. Pour la période 1991-2020, la température moyenne annuelle observée sur la station météorologique la plus proche, située sur la commune de Séné à 6 km à vol d'oiseau, est de 12,6 °C et le cumul annuel moyen de précipitations est de 899,0 mm,. Pour l'avenir, les paramètres climatiques de la commune estimés pour 2050 selon différents scénarios d’émission de gaz à effet de serre sont consultables sur un site dédié publié par Météo-France en novembre 2022.

## Urbanisme

### Typologie
Au 1er janvier 2024, Île-d'Arz est catégorisée commune rurale à habitat dispersé, selon la nouvelle grille communale de densité à sept niveaux définie par l'Insee en 2022.
Elle est située hors unité urbaine et hors attraction des villes,.
La commune, bordée par l'océan Atlantique, est également une commune littorale au sens de la loi du 3 janvier 1986, dite loi littoral. Des dispositions spécifiques d’urbanisme s’y appliquent dès lors afin de préserver les espaces naturels, les sites, les paysages et l’équilibre écologique du littoral, tel le principe d'inconstructibilité, en dehors des espaces urbanisés, sur la bande littorale des 100 mètres, ou plus si le plan local d’urbanisme le prévoit.

### Occupation des sols
L'occupation des sols de la commune, telle qu'elle ressort de la base de données européenne d’occupation biophysique des sols Corine Land Cover (CLC), est marquée par l'importance des territoires agricoles (59,3 % en 2018), en diminution par rapport à 1990 (60,4 %). La répartition détaillée en 2018 est la suivante : 
zones agricoles hétérogènes (33,1 %), prairies (26,2 %), milieux à végétation arbustive et/ou herbacée (13,6 %), zones urbanisées (10,9 %), zones humides côtières (8,5 %), espaces verts artificialisés, non agricoles (7,7 %). L'évolution de l’occupation des sols de la commune et de ses infrastructures peut être observée sur les différentes représentations cartographiques du territoire : la carte de Cassini (XVIIIe siècle), la carte d'état-major (1820-1866) et les cartes ou photos aériennes de l'IGN pour la période actuelle (1950 à aujourd'hui).

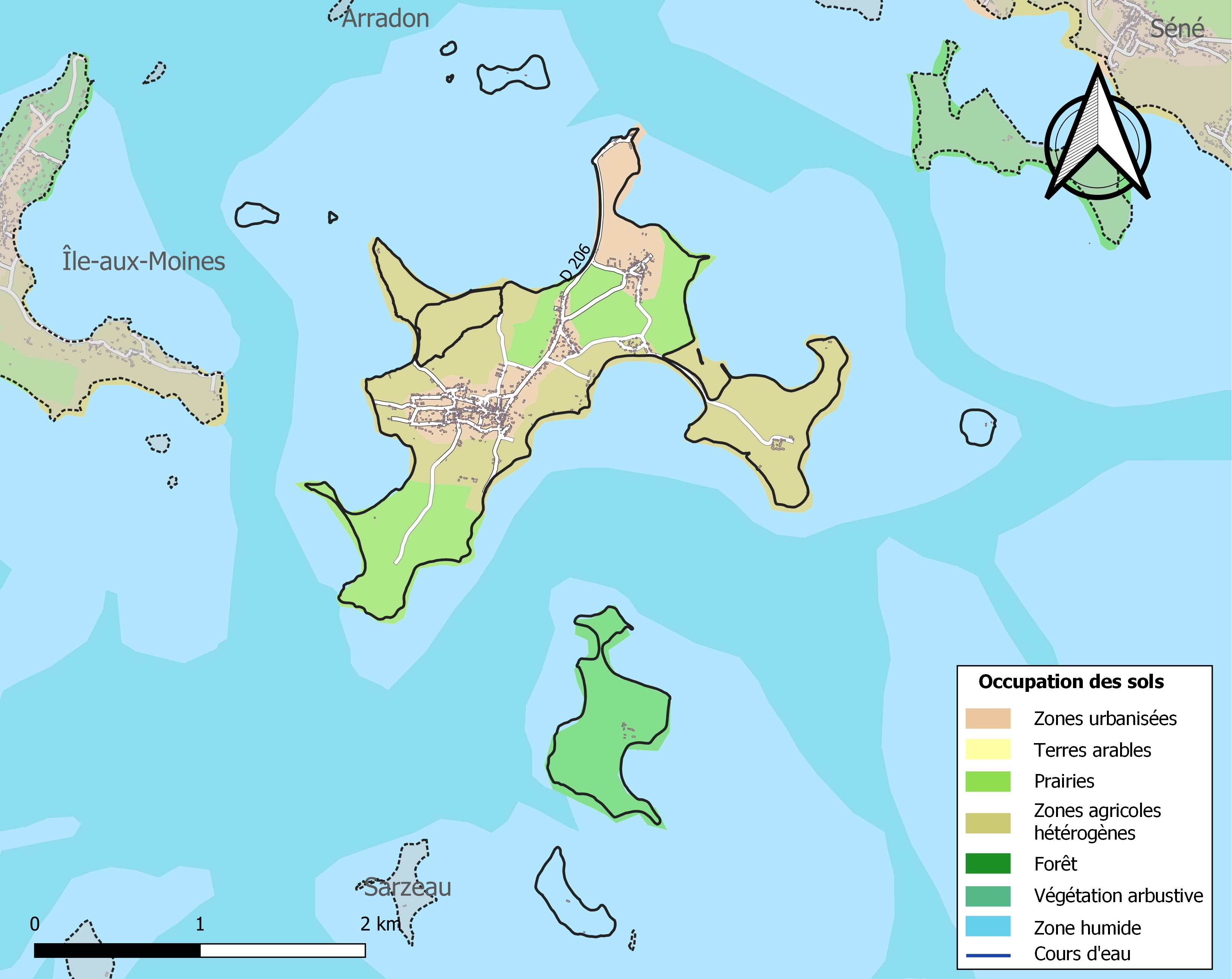
Carte des infrastructures et de l'occupation des sols de la commune en 2018 (CLC).

## Histoire

### Préhistoire
L'occupation de l'île au Néolithique est attesté par l'existence des Dolmens de la Pointe de Liouse. Le mobilier archéologique découvert lors des fouilles de 1884 menées par l'abbé Le Gouguec est conservé au Musée d'histoire et d'archéologie de Vannes. Pen Liouse est à l'origine de la légende de l'île d'Arz et aurait servi d'abri pendant la Révolution française.

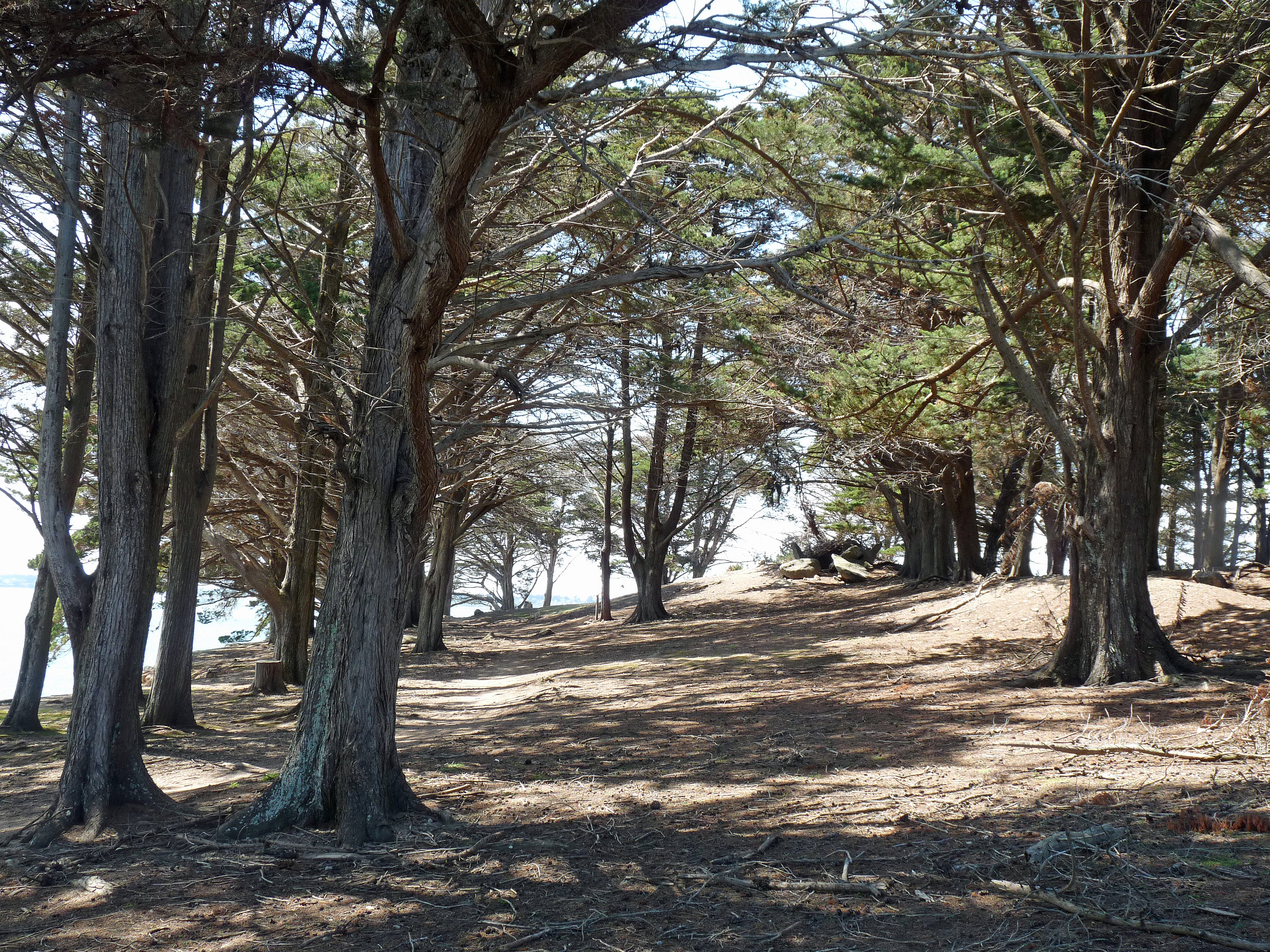
Les vestiges mégalithiques de Pen Liouse 1.
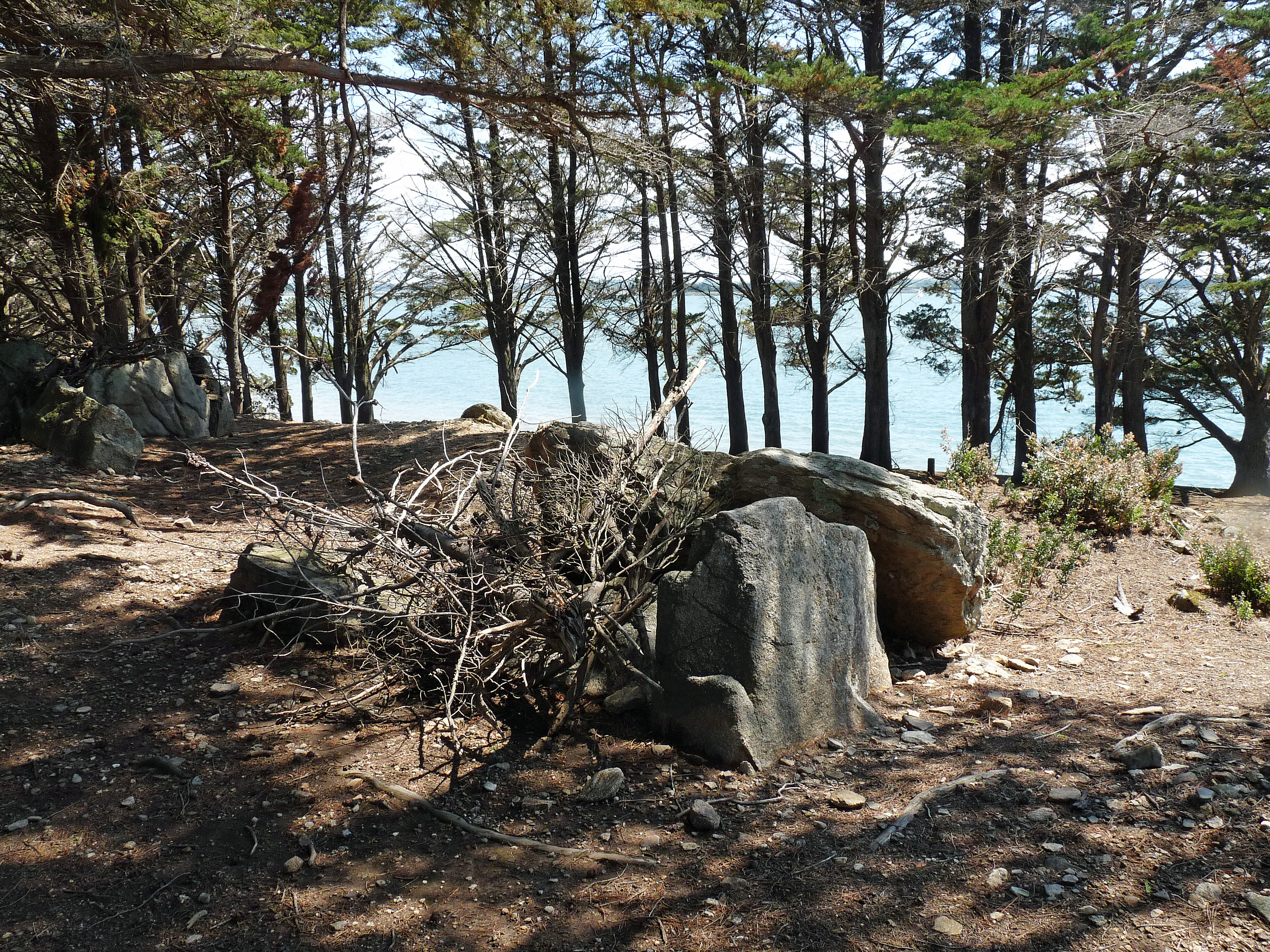
Les vestiges mégalithiques de Pen Liouse 2.
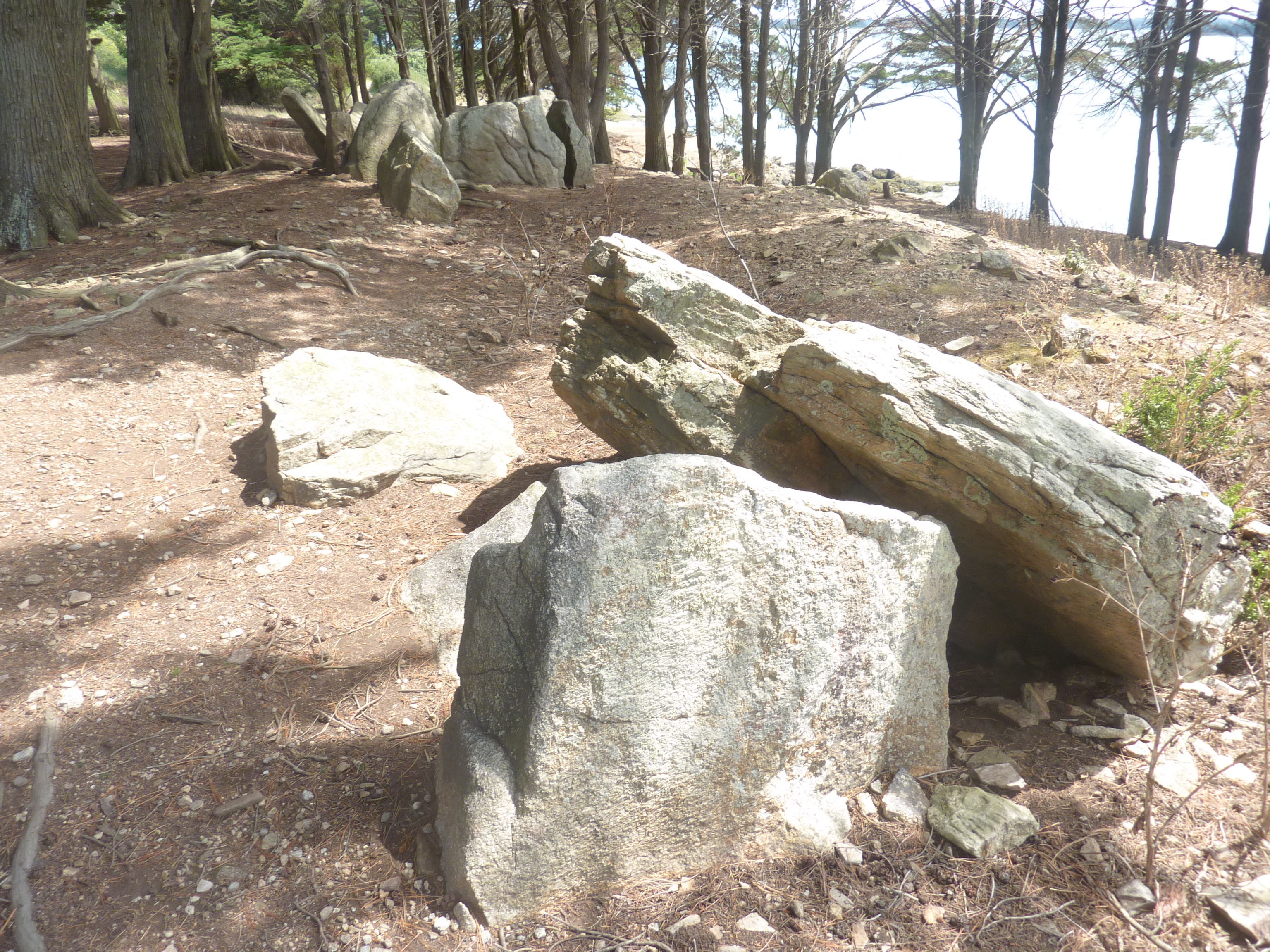
Les vestiges mégalithiques de Pen Liouse 3.
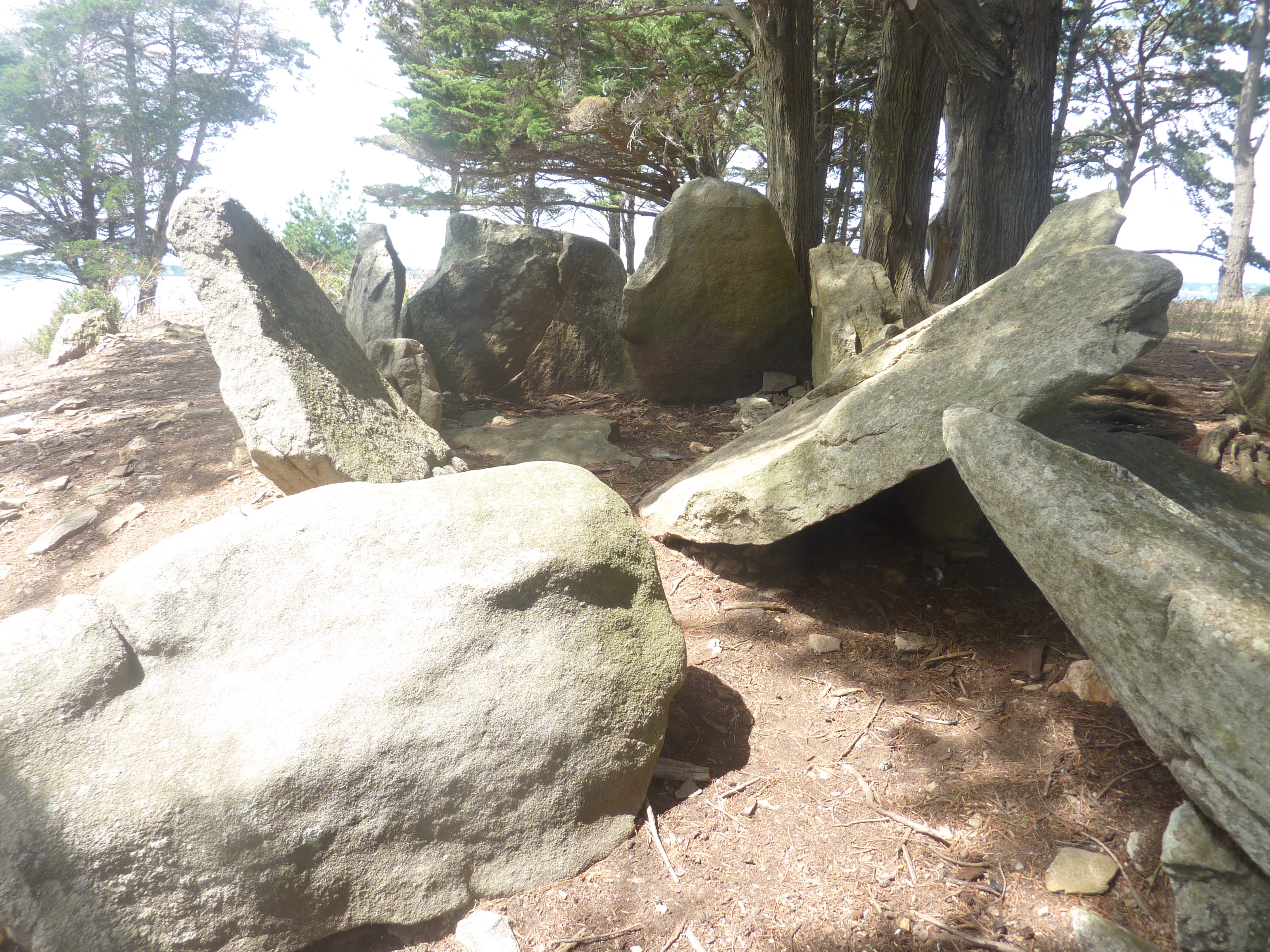
Les vestiges mégalithiques de Pen Liouse 4.

### Moyen Âge
La partie sud de l'île est donnée en 1008 à l'abbaye Saint-Gildas de Rhuys, qui y fonde le prieuré Notre-Dame, par le duc Geoffroi Ier de Bretagne et la partie nord, y compris l'île Drenec, en 1033 à l'abbaye Saint-Georges de Rennes, qui y fonde le prieuré de Saint-Georges, par le duc Alain III de Bretagne. Ces deux prieurés disposent des droits de haute, moyenne et basse justice.
L'église Notre-Dame de la Nativité est construite, probablement au XIIe siècle par les moines de Saint-Gildas de Rhuys.
Le manoir de Kernoël date des XIIIe siècle et XIVe siècle ; il était le siège d'une ancienne seigneurie possédée à l'origine par la famille de Kernoël, puis par la suite successivement par les familles Hamon, Lehen, Le Cloérec. En 1514 le frère Jean Duplessis fonde la chapellenie de Saint-Georges dans le village de Kernoël.

### Époque moderne

#### LesXVIesiècleetXVIIesiècle
Le moulin à marée et la digue, longue de 300 mètres, ont été construits au XVIe siècle par les moines de l'abbaye Saint-Gildas de Rhuys.
Jusqu'au XVIe siècle, Ilur est le centre de la paroisse. Il est authentifié qu'en 1618, celui-ci a été déplacé à Gréavo, sur l'un des tertres au milieu de l'île d'Arz. Au XVIIe siècle, l’ancienne église paroissiale située sur l'île d'Ilur, ruinée, perd son statut au profit de celle du prieuré de Notre-Dame. L'église de la Nativité de Notre-Dame servait donc à la fois pour le prieuré et la paroisse dont le prieur était le recteur, mais qui avait à sa tête un vicaire, la paroisse étant un vicariat perpétuel.
Les habitants de l'île avaient l'habitude de se réunir en un lieu nommé La Gré, « un terrain presque aussi sacré que le cimetière » ; « c'était là que les vieux capitaines venaient assister aux exercices des jeunes matelots, quand les commissaires de marine les passaient en revue. C'était là, sur le point le plus élevé de l'île, que se tenaient les pilotes côtiers, afin d'apercevoir d'aussi loin qu'il était possible, les navires étrangers qui avaient besoin de leur aide pour monter ou descendre la rivière de Vannes ».
En dépit de sa situation dans le Golfe du Morbihan, l'Île-d'Arz connaissait de nombreux naufrages dans ses parages, les hommes se laissant surprendre par les courants et les vents de ce "lac maritime" : on retrouve trace dans les archives, à titre d'exemples, de 5 hommes péris en mer à la pointe de Kernouel en 1653 ; de 21 personnes naufragées entre Roguédas et l'Île d'Arz en 1656 ; du naufrage du vicaire de l'Île-d'Arz, Guillaume Le Biloul, du curé de Cléguérec qui l'accompagnait ainsi que trois enfants en janvier 1690 ; de 35 cadavres venus sur la côte de l'île après que leur bateau ait sombré dans la passe de Logéo en 1757 ; etc..
Depuis le Moyen Âge, les habitants de l'Île d'Arz avaient des rapports de sujétion féodale avec l'abbaye Saint-Georges de Rennes et l'abbaye Saint-Gildas de Rhuys ; mais en raison de l'éducation relativement élevée de ses habitants, il se forma tôt une sorte d'opinion publique avec laquelle les suzerainetés féodales furent obligées de compter. En 1678 René du Cambout, gouverneur de l'isle de Rhuys et du château de Suscinio, voulut assujettir les habitants de l'Île d'Arz à des corvées « encore plus blessantes pour leur amour-propre que préjudiciable à leurs intérêts » ; les îliens furent soutenus par l'abbesse de l'abbaye Saint-Georges de Rennes, Madeleine de La Fayette, et le gouverneur fut débouté de sa demande par le Parlement de Bretagne. Les guerres de Louis XIV ayant anéanti le commerce maritime, « il en était résulté pour les populations qui n'avaient pas d'autre moyen d'existence, et particulièrement pour celles de l'Île d'Arz, un état de profonde misère » ; en 1696 le commissaire du roi Denointel « crut devoir exempter ce malheureux pays de toute contribution aux rations pour gens de guerre, exemption qu'on fut obligé de renouveler en 1696 ». Les Ildarais contestèrent aussi des prétentions de l'abbesse de l'abbaye de Saint-Georges à propos de sa chapellenie du village de Kernoël (l'affaire remonta jusqu'en Cour de Rome) et s'opposèrent aux prétentions exorbitantes de l'abbé François de Castellane, à partir de 1725 prieur commendataire de l'Abbaye Saint-Gildas de Rhuys dont relevait l'un des deux prieurés de l'île, qui réclamait, à titre de seigneur du fief, « non seulement les privilèges de haute, moyenne et basse justice, mais encore la propriété foncière de tous les terrains communs » et de faire « prévaloir l'usance de Brouerec sur l'usance qui avait prévalu jusqu'alors » ; les procédures remontèrent jusqu'au Conseil du Roi et durèrent de 1739 à 1742 ; les îliens furent en partie déboutés « et l'on se figure aisément les défiances haineuses qui durent en résulter ref>».

#### LeXVIIIesiècle

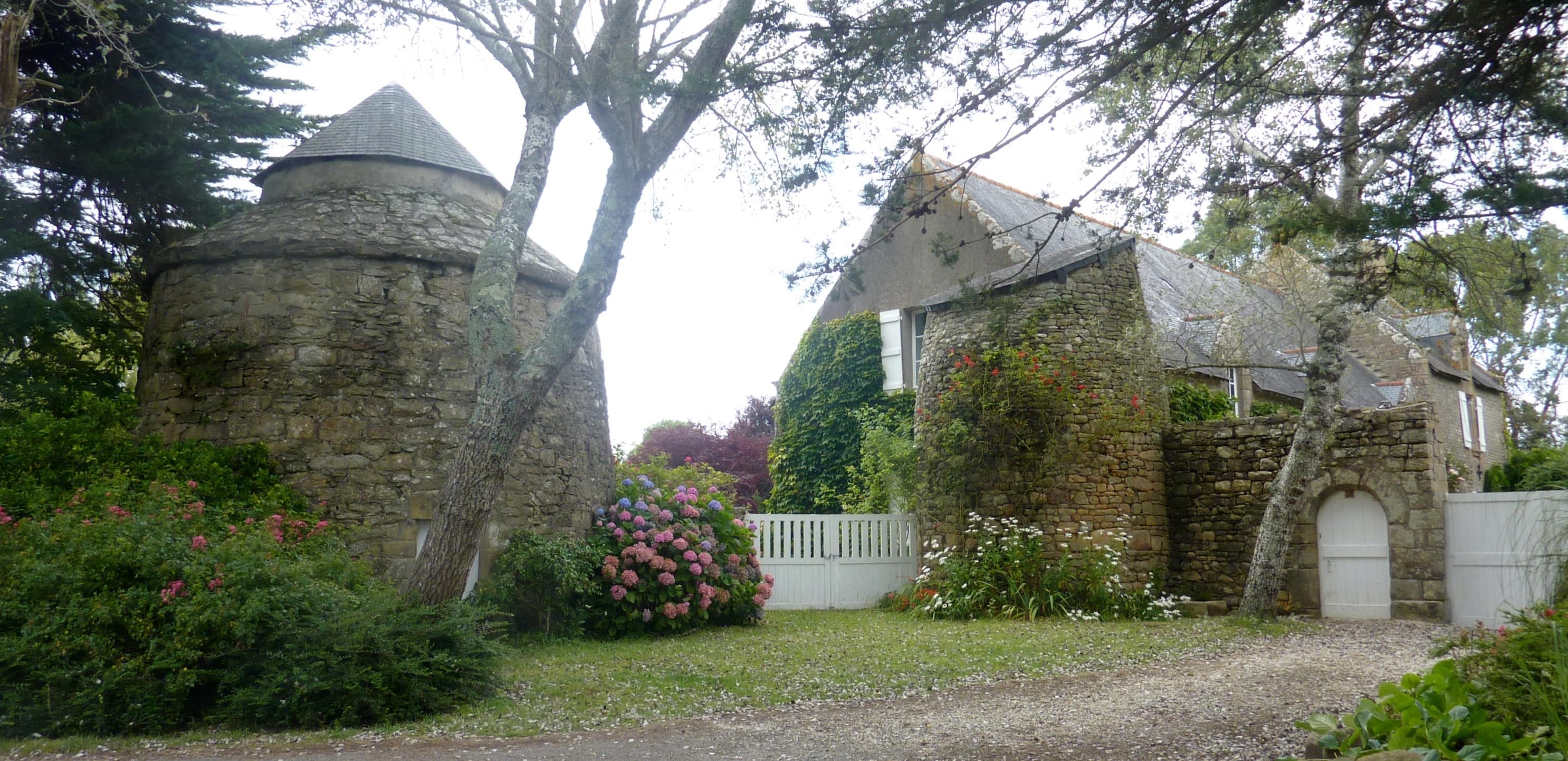
Le manoir de Kernoël.

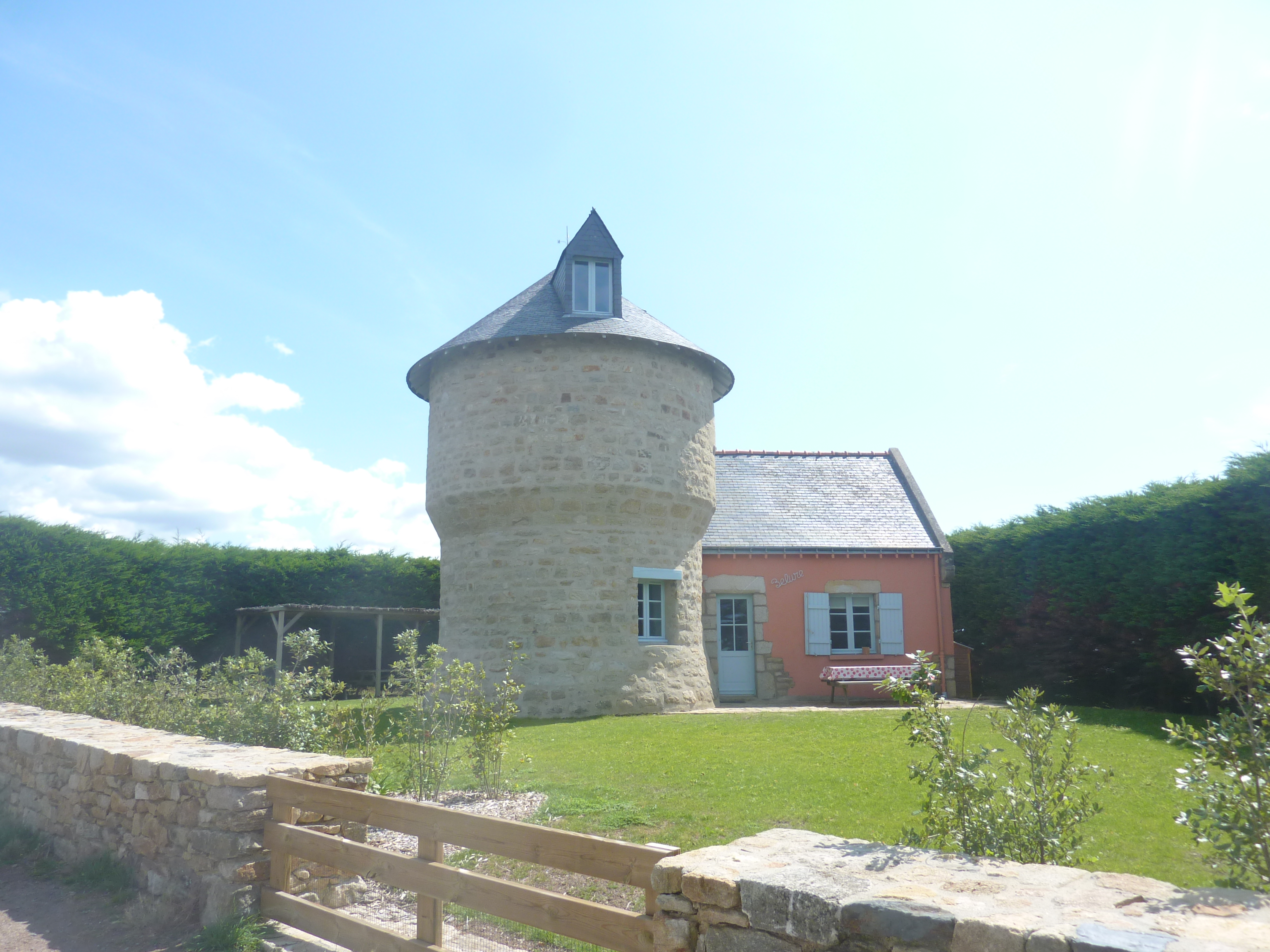
Ancien moulin rénové et transformé en maison d'habitation près de Béluré.

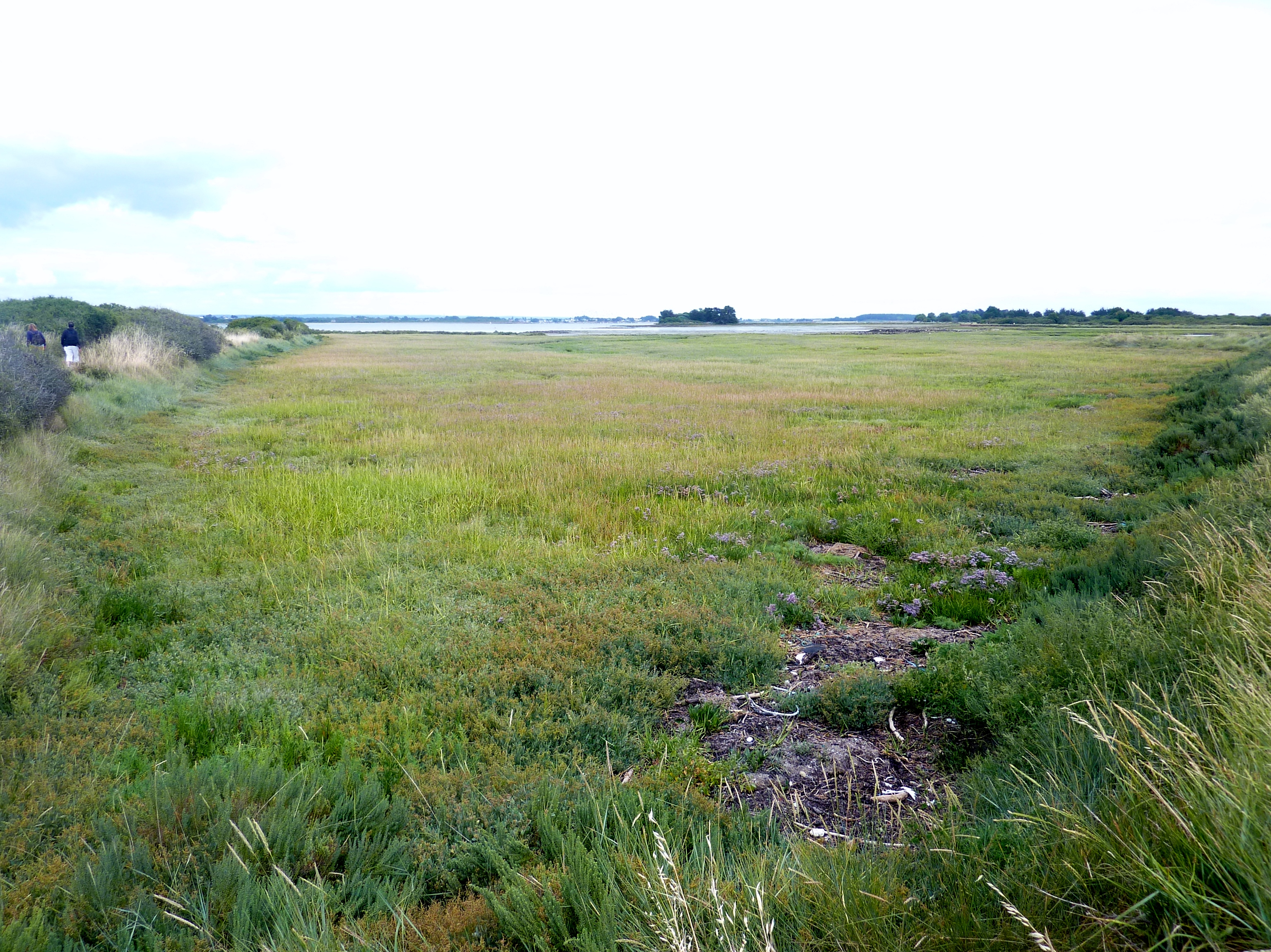
Les anciennes salines de Bilhervé.

Au milieu du XVIIIe siècle, 170 hectares étaient cultivés sur l'île, répartis en douze fermes. Chaque village avait son four à pain. Deux moulins à vent se trouvaient, l'un à Kernoël, l'autre à Béluré (à l'extrémité nord de l'île). Avant 1789, l'abbaye Saint-Georges de Rennes prélevait sur cette paroisse la dîme à la sixième gerbe.
Entre 1668 et 1724 le manoir de Kernoël est la propriété de Jacques Thoumin de Kernégan, puis de la famille Touzé du Guernic dont le dernier représentant fut le premier maire de l'île lors de la Révolution française. Le manoir fut saccagé par les Chouans à plusieurs reprises en 1795, 1798 et 1800.
Les salines de l'Île-d'Arz ont fonctionné depuis au moins le XVIIe siècle. En 1742 on compte 93 œillets dont 30 possédés par la seigneurie de Kernoël, les autres par les deux abbayes de Saint-Georges de Rennes et de Saint-Gildas de Rhuys ; ces propriétaires recevaient les deux-tiers des revenus, les paludiers devant se contenter du tiers restant pour vivre. Le sel "officiel" était exporté par bateau à partir de la pointe de Béluré, jusqu'en Espagne ; le sel de contrebande était vendu dans la région ; cinq gabelous, logés dans une caserne à Gréavo étaient chargés de la surveillance du commerce du sel. Les salines sont abandonnées en 1848 et Quéléron, le village des paludiers, où vivaient une dizaine de familles, devient alors rapidement inhabité.

#### L'Île-d'Arz décrite en 1778
Jean-Baptiste Ogée décrit ainsi l'Île d'Arz en 1778 :

« Isle-d'Ars : enclavée dans le Morbihan ; à 1 lieue ½ au sud-sud-ouest de Vannes, son évêché et sa subdélégation et à 21 lieues trois-quarts de Rennes. On y compte 600 communiants. Cette paroisse est un ancien prieuré de la dépendance de l'abbaye de Saint-Gildas-de-Rhuis, qui en présente la cure. Elle a une haute justice (dite du prieuré d'Azy) qui ressortit à la cour royale de Sarzeau et qui appartient à l'abbaye Saint-Georges de Rennes. (...) L'Île-d'Ars contient environ deux mille trois cent quatre-vingt dix journaux de terrain (grand journal de Bretagne) (...). »

De nos jours l'ancien prieuré abrite la mairie et l'école de l'Île-d'Arz.
Jean-Joseph Lucas de Bourgerel fut sénéchal de l'Île d'Arz juste avant la Révolution française, avant d'être élu député aux États généraux de 1789.

### Révolution française
En 1790, l'île d'Arz est érigée en commune, rattachée au canton d'Arradon et au district de Vannes. En raison des contestations et procès contre les seigneurs et abbés au XVIIIe siècle ; « voilà pourquoi la Révolution française trouva des partisans et même des partisans fanatiques dans la population de l'île d'Arz, tandis que la chouannerie ne put y lever ni soldats ni contributions ».
Son premier maire fut Jean-Vincent Touzé du Guernic, qui était capitaine au régiment d'Aquitaine qui habitait le manoir de Kernoël (ancienne propriété de l'abbaye Saint-Georges de Rennes) dans le village de Penero ; il fut noyé par les Chouans à l'Île d'Arz le 23 février 1800.
Le Rouzic, recteur de l'île d'Arz, refusa en 1791 de prêter le serment de fidélité à la Constitution civile du clergé et dut partir. Les prieurés et leurs dépendances furent vendus comme biens nationaux. La paroisse demeura sans prêtre de 1792 à 1803.
Joseph Le Bourdiec a publié en 1988 une monographie sur l'Île-d'Arz pendant la Révolution française sous le titre "La population de Vannes et de sa région pendant la Révolution".

### LeXIXesiècle

#### «L'île aux Capitaines»
On surnomme parfois l'Île-d'Arz « île aux Capitaines », car elle donna de nombreux marins et officiers à la Marine nationale et de commerce, notamment des marins au long-cours, au cours du XVIIIe siècle et des XIXe et XXe siècles. Ainsi, dans le Rôle général de tous les officiers mariniers et matelots de la province de Bretagne, mené en 1671, on recensa 191 marins dans la  paroisse d’Arz, soit un dixième de tous les marins de l’évêché de Vannes. En 1832, on comptait dans l'île 282 navigateurs côtiers ou au long cours pour 980 habitants[source insuffisante]. Les marins représentaient encore au début du XIXe siècle environ 10 % de la population totale de l'île. 
Par exemple Joseph Dreano, maître de barque, capitaine au grand cabotage, second lieutenant sur le navire corsaire Le Comte d'Artois en 1779, fut, ainsi que son fils prénommé aussi Joseph, prit par les Barbaresques, retenu en esclavage à Alger pendant deux ans avant de pouvoir revenir en France. Des homonymes, nommés donc aussi Joseph Dréano, furent aussi capitaines.
« Toutes les familles sont celles de capitaines au long cours ; les jeunes gens sont tous destinés à conduire des navires : ils partent comme pilotins, suivent les cours des écoles d'hydrographie et deviennent ainsi officiers de la marine marchande ; quelques-uns réussissent même le difficile examen d'officiers pour la marine de guerre ».
De nombreuses "maisons de capitaines", grandes, cossues, à étage, existent encore, principalement dans le bourg et dans le village de Penero, transformées de nos jours en résidences secondaires ; les maisons des simples marins, plus modestes, sont sans étage et situées généralement dans les "bas-villages".
Les femmes étaient surnommés les « gardiennes de l'île ». Les ildaraises étaient les gardiennes d’une île pendant que les hommes étaient en mer, cultivant quelques sillons de terre, et assurant quelques activités complémentaires comme la récolte du goémon, l'ostréiculture ou le travail dans les salines.
Un prêtre desservant de l'Île-d'Arz, l'abbé Joseph Rio, qui fut aussi maire de l'Île-d'Arz entre 1830 et 1838, frappé par la misère de certaines femmes, notamment des veuves, parvint à décider un industriel parisien à implanter à Arz la fabrication de dentelle, broderie et passementerie ; un atelier-école, dirigé par des religieuses, fut créé dans lequel les fillettes, y compris celles des îles voisines, entraient dès l'âge de douze ans. Pendant une quarantaine d'années, cette activité permit une certaine aisance ; « c'était presque la fortune dans les familles où il y avait quatre ou cinq jeunes filles ». Mais l'industrie mécanique a porté un coup terrible à cette activité.
Un décret de 1829 décide que « les pilotes de Locmariaquer et de Port-Navalo feront à tour de rôle l'entrée des bâtiments [dans le Golfe du Morbihan] jusqu'à destination ; ceux de l'île aux Moines et de l'île d'Ars feront aussi, à tour de rôle, la sortie des bâtiments ».
Au début de juin 1833 un canot revenant d'Arradon chavira entre Raguida [Roguédas] et l'Île d'Arz : sept personnes se noyèrent, deux furent sauvées.

#### L'Île-d'Arz décrite vers le milieu duXIXesiècle
Une épidémie de choléra frappa l'Île-d'Arz en 1832. En 1840, deux marchands de cirage pour meubles venus dans l'île pour vendre leurs produits furent assaillis dans l'auberge où ils étaient hébergés par deux cents personnes qui les accusaient d'être des empoisonneurs de fontaines ou des porteurs de choléra ; ils furent sérieusement maltraités.
A. Marteville et P. Varin, continuateurs de Jean-Baptiste Ogée, décrivent ainsi l'Île-d'Arz en 1843 :
« Île-d'Arz (sous l'invocation de la Vierge, le jour de la Nativité) : commune formée de l'ancienne paroisse de ce nom, aujourd'hui succursale ; recette des douanes ; syndicat des gens de mer ; au centre de la mer dite Morbihan. Principaux villages : Guerlis, Greveau, Greven, Le Lan, Pennéro, Kervro, Billervé, Kerlevont, Rudevant, Toulpris, Kernoël. Superficie totale : 323 hectares dont (...) terres labourables 180 ha, prés et pâturages 62 ha, vergers et jardins 4 ha, vignes 20 ha, marais 25 ha, étangs et mares 13 ha, marais salants 6 ha, incultes 3 ha (...). La commune de l'Île-d'Arz, en breton En-Arz, est formée par cinq îles qui sont Ilur, Illuric, Ispiren, Mouchiouz et Arz [les auteurs ont oublié l'Île Drenec ]. Le nom de cette dernière, qui à elle seule est d'une superficie de 269 ha, semble dériver du verbe arzein, faire défense, faire obstacle ; cette racine serait la même que celle d'Arzon. Le bourg d'Arz est assez considérable ; il est situé dans la partie sud de l'île et sur le point le plus élevé. »
« Les maisons, nous écrit A. de Francheville, bien bâties, groupées autour de l'église et dominées par la flèche du clocher, présentent, vues de la mer, l'aspect d'une petite ville. Le quartier qui s'abaisse vers la grève, du côté de l'Île-aux-Moines, se nomme Greveau ; celui qui avoisine l'église, Guerlis ; du haut de ce mamelon, la vue est très étendue : elle peut embrasser la plus grande partie des îles et du littoral du Morbihan. Les côtes de l'île sont généralement basses, excepté la côte sud qui est assez élevée. Le terrain est bien cultivé : le sol, profond et sablonneux, est d'une grande végétabilité. Les propriétés sont très morcelées : le gros froment est la principale production. On y récolte aussi des pommes de terre, du mil, du chanvre et du lin. Les bois ont tous été abattus, et les seuls arbres qui y existent sont quelques figuiers et les arbres fruitiers des jardins. On y trouve des vignobles et des marais salants. La principale industrie est la navigation. On porte à cinquante-huit le nombre des navires montés par des marins d'Arz et commandés par ses capitaines ; savoir : un trois-mâts, six bricks, trois goélettes, quarante-huit lougres ou chasse-marées »
« On reconnait encore dans la population, qui est très belle, le type des habitants de Rhuys. Le costume est aussi à peu près le même, mais plus élégant et mieux porté. Les femmes les plus riches, qui ont conservé le costume national, portent des robes de soie ; leur coiffe, en fine mousseline, est pareille à celle des femmes de l'Île-aux-Moines. Les Arzais ont conservé la vieille probité et l'hospitalité de leurs pères ; ils sont braves, actifs, pleins de sève et d'énergie. (...) Géologie : constitution granitique. On parle le breton. »
Alexis-François Rio a décrit la fête patronale de l'Île-d'Arz en 1850, « la petite église remplie d'une foule agenouillée qui déborde jusque sur la place ; à l'issue des vêpres, la procession avec son groupe de marins portant sur leurs épaules le petit vaisseau votif ; les porteurs de bannières, gars fortement musclés, luttant victorieusement contre le vent ; puis, la fête terminée, les barques se détachant de tous côtés pour emporter les bonnes gens venus des rivages voisins ».
Joseph-Alexis Walsh écrit en 1854 qu'« à l'Île d'Arz, je ne trouvai absolument que des débris et des ruines, la pauvreté et l'inconsolable misère » et évoque « l'église aux trois quarts démolie ».

#### L'Île-d'Arz dans la deuxième moitié duXIXesiècle
En décembre 1853 une grande quantité de débris fut trouvée sur la côte, entre Plougasnou et Locquirec, laissant supposer qu'un navire s'était perdu corps et biens. Aucun des débris retrouvés n'a pu faire identifier le nom du bateau et aucun cadavre ne fut trouvé ; seule une boîte contenait des lettres adressées au capitaine Lemingre, de l'Île d'Arz.
En 1889, selon Benjamin Girard, le bourg de l'Île-d'Arz a 527 habitants, soit presque la moitié des 1 140 habitants de l'île.

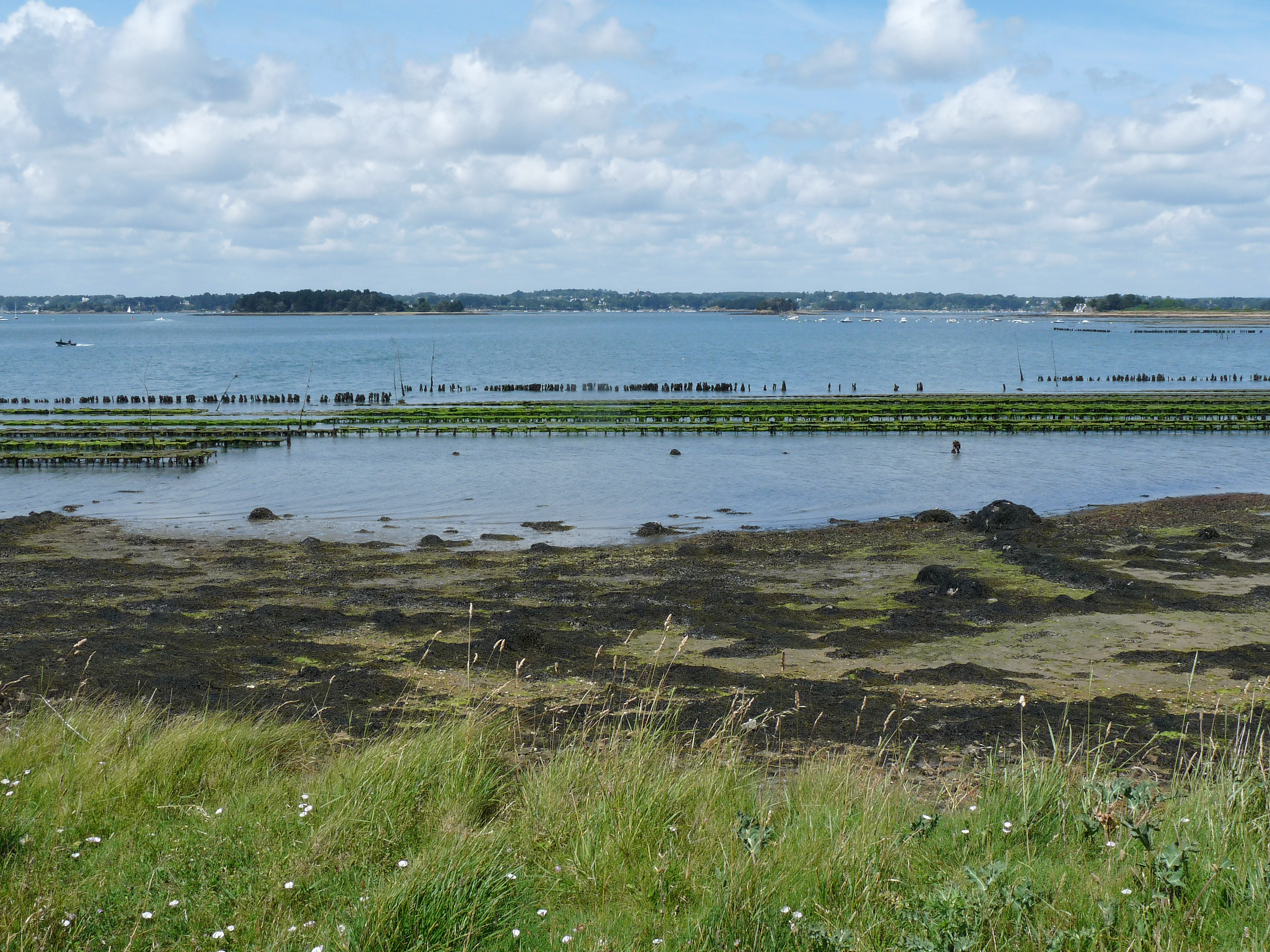
Ostréiculture à l'île-d'Arz.

En 1891 le Conseil général du Morbihan vote une subvention pour aménager la chaussée [jetée] communale entre du port de Pénéra, « qui sert au trafic des marchandises et à l'embarquement et au débarquement des passagers », qui n'est composée que d'« un amas presqu'informe de débris de carrières et de lest de navires » : la chaussée du port de Béluré avait été aménagée en 1886 et celle du port de la Mounienne peu après. Des travaux de réparation du chemin menant du bourg au port de Béluré furent entrepris en 1905, le mur de la digue de protection du chemin ayant été sévèrement dégradé par les tempêtes de l'hiver précédent.
L'implantation de parcs à huîtres dans les eaux de l'Île d'Arz remonte aux dernières décennies du XIXe siècle (à Beluré vers 1882, Berno vers 1890, Bilihervé vers 1895, Ménézic vers 1897).

#### La persistance des croyances et coutumes traditionnelles
« Les Arzais, ces hommes de fer, si braves, qui se jouent des combats et qui passent leur vie à lutter avec les tempêtes, tremblent de rencontrer un ankheu, croient aux apparitions, et ont une foi robuste dans les histoires de revenants » ; « les naufrages des marins sont toujours annoncés à leurs femmes par de l'eau qu'elles entendent tomber au pied de leur lit » écrivent A. Marteville et P. Varin, qui indiquent aussi que « l'usage, comme dans l'Île-aux-Moines, permet aux jeunes filles de demander les hommes en mariage ». Ils précisent aussi que « le cimetière est petit, car bien peu de marins viennent périr sur le rocher qui les a vu naître » et que « lorsqu'un bâtiment arrive de voyage, tous les enfants de l'île appartenant à la classe des matelots se rendent au rivage, et un repas leur est donné sur le port par l'équipage : usage des plus touchants car bientôt peut-être ces pauvres marins doivent périr corps et biens ; et d'autres donneront alors à leurs enfants devenus orphelins le cadeau de la bienvenue »

### LeXXesiècle
Autrefois terre de paysans, l'île d'Arz s'est adonnée à la pêche dans le golfe du Morbihan, principalement dans le courant du XXe siècle.

#### La Belle Époque
Le 18 mars 1901 la goélette Marie-Henriette, de Vannes, , dont le capitaine, Rohellec, était de l'île-d'Arz, sombra au large de Belle-Île ; les 6 naufragés errèrent pendant 48 heures dans leur canot de sauvetage avant d'être secourus, exténués, par un dundee d'Étel.
En vertu de la loi du 1er juillet 1901 sur l'expulsion des congrégations, le 5 décembre 1903 les instituteurs de l'école privée catholique de l'Île-d'Arz, des religieux qui s'étaient pourtant sécularisés en adoptant un costume civil, durent quitter l'île : « un très grand nombre de personnes se sont rendues à la maison d'école pour exprimer aux dévoués instituteurs leurs sentiments de vive sympathie et de profonde reconnaissance (...) Quand les proscrits sont montés [à bord du bateau], les cris de "Vive la liberté !Honneur aux proscrits ! Au revoir !" leur ont redit que le peuple, le peuple libre, est pour les persécutés contre les persécuteurs » écrit alors le journal L'Ouest-Éclair.
L'Île d'Arz est ainsi décrite en 1904 : « C'est un long radeau, une terre à peine émergée. Une marée un peu forte, semble-t-il, doit recouvrir cette plate étendue cultivée jusqu'au flot, au ras de sillons. Pas d'arbres ! point de taillis ! des haies assez rares. Cette île d'Arz, c'est un grand tapis vert et jaune, au centre duquel le bourg et sa vieille église historique, annoncent seulement de la vie humaine; (…) Parfois j'aperçois, après une longue promenade, presque à fleur d'eau, (…) des vaches et leur patouresse. Vers le sud d'Arz, des marais font pénétrer les vagues insidieuses au-dessous du village ».
La tentative d'inventaire des biens d'église de l'Île-d'Arz le 5 mars 1906 par le percepteur accompagné de 5 gendarmes venus d'Arradon donna lieu à une résistance énergique de la part de la population et ne put avoir lieu.
Le vapeur français Coat-Coal, parti de Lorient dans la nuit du 14 au 15 septembre 1906 avec un chargement de poteaux de mines à destination de Newport se perdit en mer. Son équipage, commandé par le capitaine François Laniel, 29 ans, de l'Île-d'Arz, avait un équipage de 12 hommes, dont 4 (y compris le mousse Joseph Laniel, 13 ans, frère du capitaine) étaient originaires Ildarais.
La société "Industrielle du Varech" ouvre en 1913 ; elle employait alors 12 ouvriers à l'Île-d'Arz et 6 ouvriers à Ilur.

#### La Première Guerre mondiale

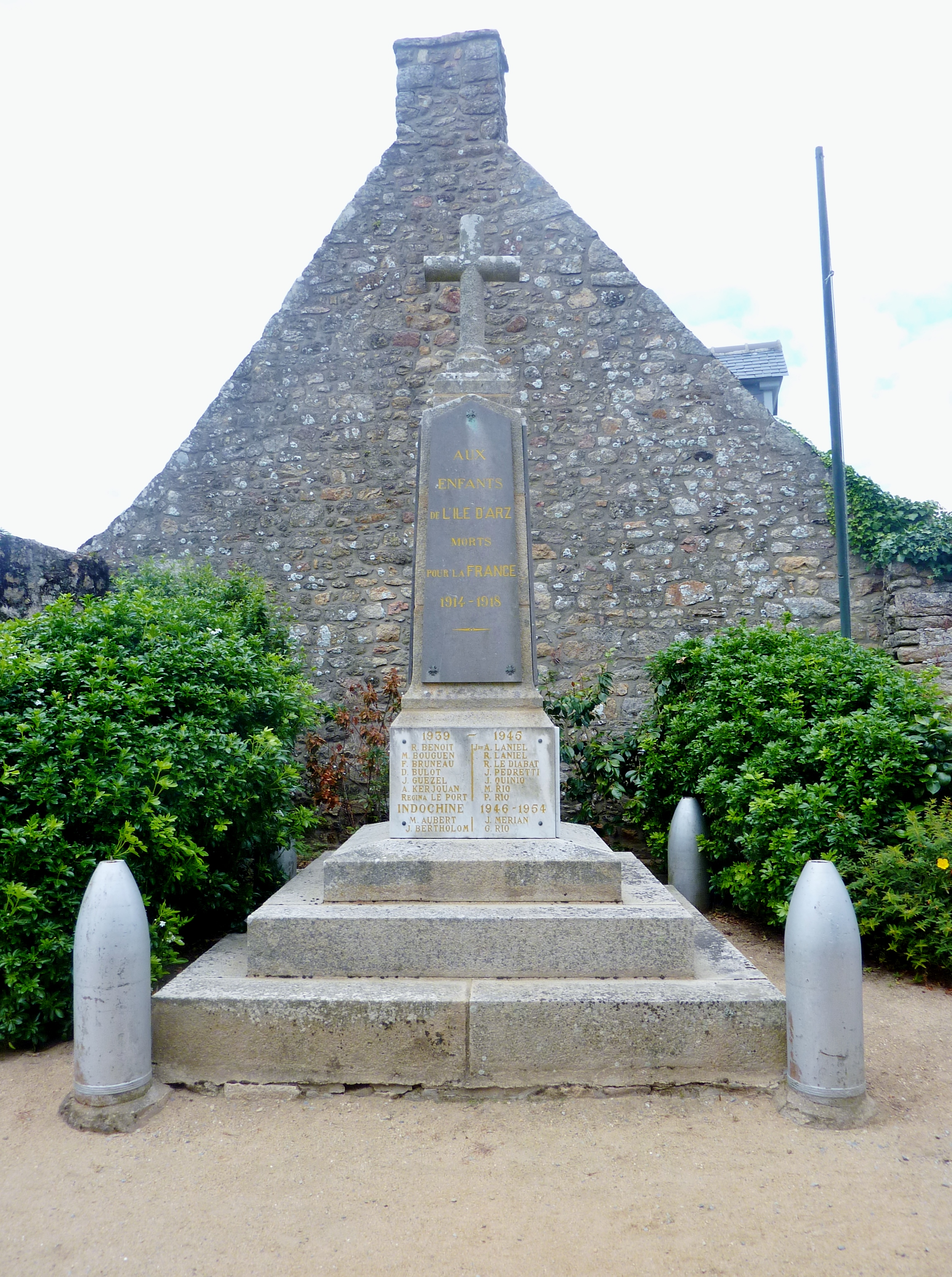
Le monument aux morts de l'Île-d'Arz.

Le monument aux morts de l'Île-d'Arz porte les noms de 20 soldats et marins morts pour la France pendant la Première Guerre mondiale.

#### L'Entre-deux-guerres

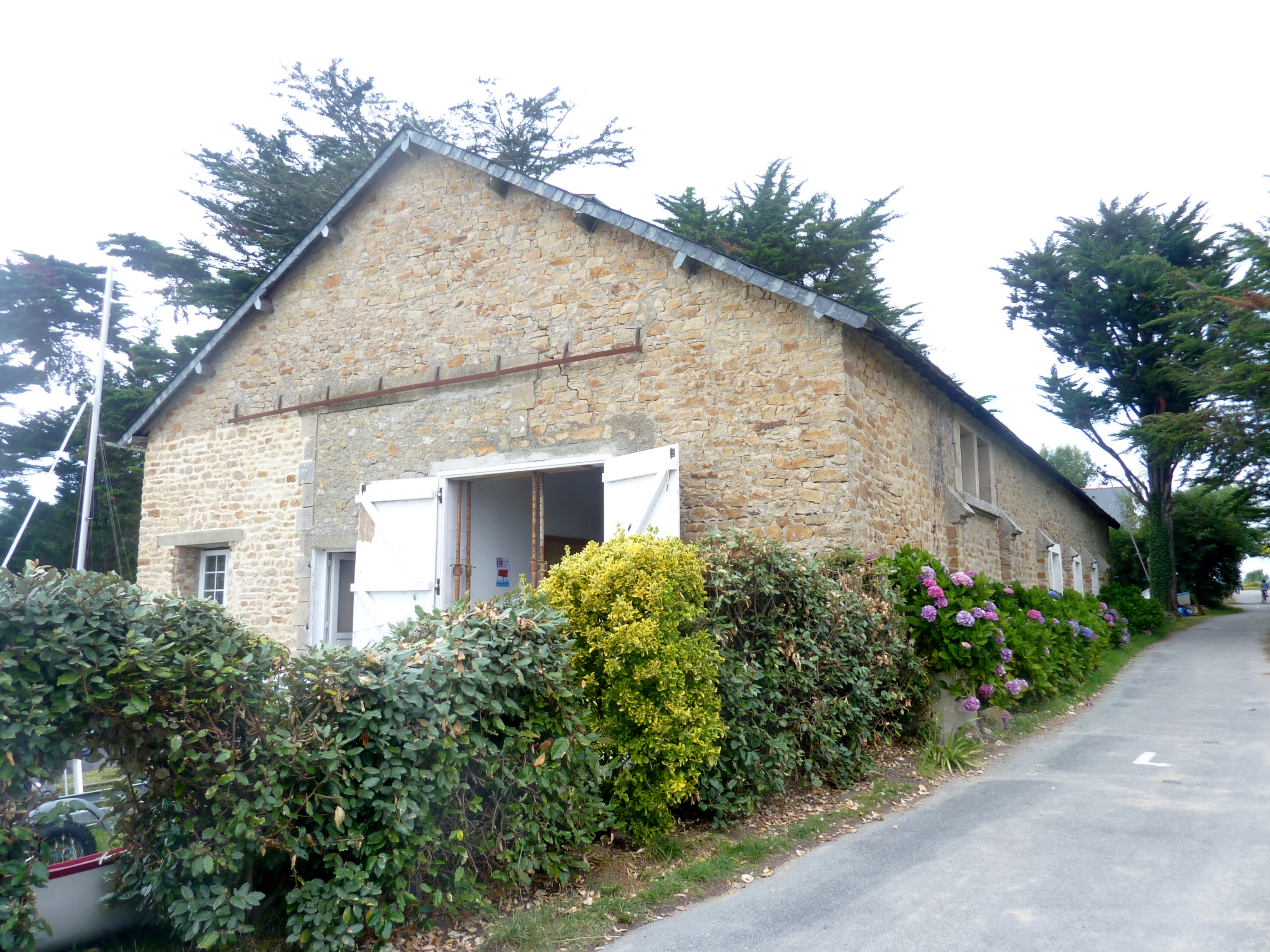
L'ancien hangar de la « Compagnie du Varech » restauré en maison d'habitation.

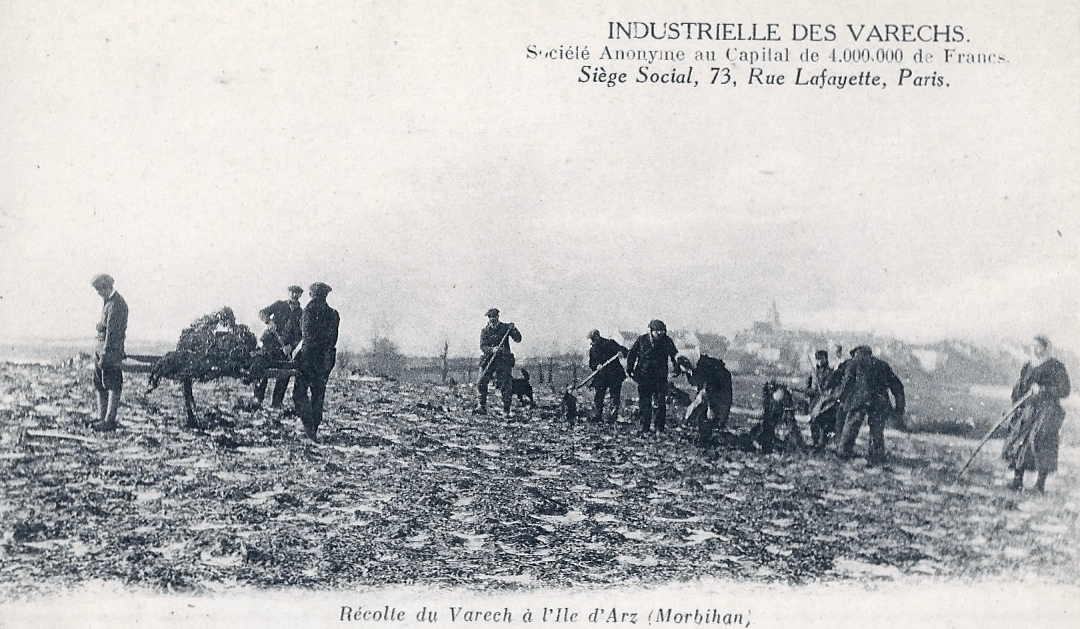
La récolte du varech à l'Île-d'Arz dans la décennie 1920 (carte postale).

En 1923 la "Société Industrielle du Varech" installa un centre de séchage du varech dans lequel travaillèrent de nombreuses îliennes. Elle acheta la ferme du Prieuré et loua des terres à Kernoël er Rudevent ; elle acheta aussi 40 ha sur l'île d'Ilur. Le goémon séché, bon isolant, était utilisé notamment pour faire des matelas, des paillassons, des emballages de fruits ou encore des banquettes de wagons de chemin de fer, faisant travailler femmes et jeunes filles de l'île. L'activité cessa au début de la Seconde Guerre mondiale.
Le 10 mai 1932 le vapeur lorientais Arez touche une roche et coule en quelques minutes au large d'Ouessant ; son équipage de 16 hommes, dont 7 étaient originaires de l'Île-d'Arz (dont le capitaine Eugène Gousset, 38 ans) fut sauvé par un bateau de pêcheurs de l'Île-Molène.
La digue de Penero fit l'objet d'importants travaux de réparation en 1937.

#### La Seconde Guerre mondiale
Le 13 octobre 1941 deux femmes de l'Île-d'Arz et un marin-pêcheur de Séné sauvèrent l'équipage d'un bombardier allemand tombé en mer au large de l'île.
Le monument aux morts de l'Île-d'Arz porte les noms de 14 marins et soldats morts pour la France pendant la Deuxième Guerre mondiale.

#### L'après Seconde Guerre mondiale
Quatre soldats originaires de l'Île-d'Arz sont morts pour la France pendant la Guerre d'Indochine et un pendant la Guerre d'Algérie.

### LeXXIesiècle
Pour tenter d'enrayer son déclin démographique, la municipalité de l'Île-d'Arz a lancé en 2003 sur un terrain de 1 700 m2 lui appartenant un programme d'habitat social réservé à des personnes s'engageant à être des résidents permanents. En quelques mois, trente personnes se sont installées et l'école est passée en un an de 5 à 16 élèves, un nombre qui n'avait pas été atteint depuis 1938.
Cinq cent cinquante pieds de vigne ont été plantés à l'Île-d'Arz en 2017 ; le vin produit sera baptisé Coteau du Liousse.
Alors que l'île comptait 11 fermes au début du XXe siècle, il ne subsiste plus en 2020 qu'une seule exploitation agricole (exploitée en GAEC), qui dispose de 55 ha de surface agricole utile et produit principalement du lait bio. Un projet d'installation d'un paysan, aussi boulanger, et d'une microbrasserie artisanale sont en cours en 2021.

## Langue bretonne

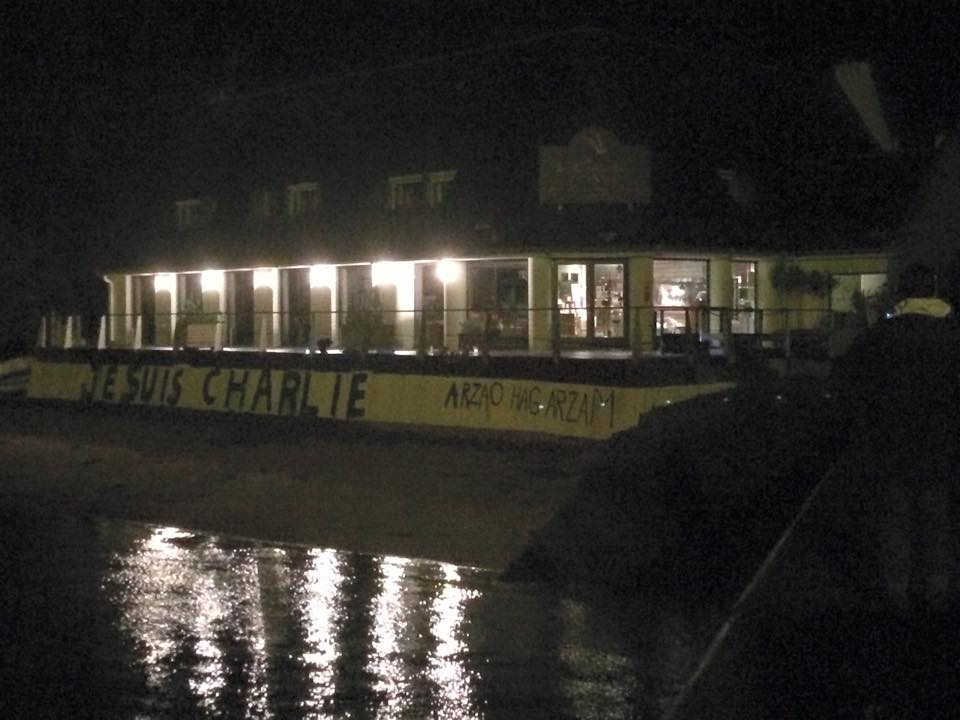
La population continue à utiliser la devise de l'île en breton. Inscription photographiée en janvier 2015 après l'attentat contre Charlie Hebdo.

Le breton est longtemps resté la seule langue parlée des îliens, dont l'idiome local fait partie de l'ensemble dialectal du breton vannetais. 
En 1913, le linguiste Pierre Le Roux signale que « seuls les gens âgés savent le breton » et qu'il n'est ni employé ni même compris des plus jeunes.
Entre 1934 et 1936, le conseil municipal adopta la motion proposée par Ar Brezoneg er Skol réclamant l'enseignement du breton à l'école.
On peut supposer que les derniers locuteurs ont probablement disparu vers le milieu du XXe siècle[source insuffisante].
La devise bretonne de la commune Arzao hag arzam (War sav hag harzomp) a été abandonnée par la mairie au profit de sa traduction en français : Debout et tenons. Toutefois, les équipements publics de Vannes Agglomération et de la Région Bretagne utilisent une signalétique bilingue, notamment pour les installations touristiques et portuaires.

## Démographie
Sa population passe de 250 habitants en hiver à 2 500 personnes en été. L'île reçoit plus de 200 000 visiteurs par an.
L'évolution du nombre d'habitants est connue à travers les recensements de la population effectués dans la commune depuis 1793. Pour les communes de moins de 10 000 habitants, une enquête de recensement portant sur toute la population est réalisée tous les cinq ans, les populations de référence des années intermédiaires étant quant à elles estimées par interpolation ou extrapolation. Pour la commune, le premier recensement exhaustif entrant dans le cadre du nouveau dispositif a été réalisé en 2006.

En 2022, la commune comptait 317 habitants, en évolution de +40,27 % par rapport à 2016 (Morbihan : +3,82 %, France hors Mayotte : +2,11 %).
| 1793 | 1800 | 1806 | 1821 | 1831  | 1836  | 1841  | 1846  | 1851  |
| ---- | ---- | ---- | ---- | ----- | ----- | ----- | ----- | ----- |
| 883  | 875  | 892  | 976  | 1 082 | 1 143 | 1 200 | 1 254 | 1 206 |

| 1856  | 1861  | 1866  | 1872  | 1876  | 1881  | 1886  | 1891  | 1896  |
| ----- | ----- | ----- | ----- | ----- | ----- | ----- | ----- | ----- |
| 1 114 | 1 201 | 1 222 | 1 170 | 1 229 | 1 243 | 1 140 | 1 158 | 1 082 |

| 1901 | 1906 | 1911 | 1921 | 1926 | 1931 | 1936 | 1946 | 1954 |
| ---- | ---- | ---- | ---- | ---- | ---- | ---- | ---- | ---- |
| 937  | 939  | 890  | 743  | 799  | 775  | 678  | 654  | 537  |

| 1962 | 1968 | 1975 | 1982 | 1990 | 1999 | 2006 | 2011 | 2016 |
| ---- | ---- | ---- | ---- | ---- | ---- | ---- | ---- | ---- |
| 506  | 424  | 332  | 277  | 256  | 231  | 254  | 243  | 226  |

| 2021 | 2022 | - | - | - | - | - | - | - |
| ---- | ---- | - | - | - | - | - | - | - |
| 287  | 317  | - | - | - | - | - | - | - |

L'Île-d'Arz, est, après Loc-Envel, Hengoat et Saint-Igeaux, la quatrième commune de Bretagne dont la population a diminué le plus en pourcentage (- 81 %) entre 1851 et 1999, passant de 1 206 à 231 habitants entre ces deux dates.
En 2018, selon l'Insee, 71,2 % des logements étaient des résidences secondaires à l'Île-d'Arz.
Pour pouvoir habiter à l'Île-d'Arz, « il faut avoir les moyens ou pas du tout ». En 2020 le prix moyen du m² habitable s'est élevé à 3 163 € et les logements HLM sont rares ; il n'existait cette année-là que deux locations à l'année, toutes les autres étant des locations saisonnières dont on est congédié pour l'été.

## Politique et administration

### Liste des maires
| Période                                  | Période        | Identité                      | Étiquette | Qualité                                                     |
| ---------------------------------------- | -------------- | ----------------------------- | --------- | ----------------------------------------------------------- |
| 1790                                     |                | Jean-Vincent Touzé du Guernic |           |                                                             |
|                                          |                |                               |           |                                                             |
| 1830                                     | 1838           | Joseph Rio                    |           | Prêtre desservant l'Île-d'Arz. Frère d'Alexis-François Rio. |
|                                          |                |                               |           |                                                             |
| 1854                                     | 1862           | Joseph Piron                  |           | Capitaine au cabotage.                                      |
| 1862                                     | après 1898     | Louis Le Roux                 |           |                                                             |
| avant 1900                               | après 1900     | Adolphe Le Bihan              |           | Maître au cabotage.                                         |
|                                          |                |                               |           |                                                             |
| avant 1937                               | après 1937     | Julien Laniel                 |           | Négociant. Chevalier de la Légion d'honneur.                |
|                                          |                |                               |           |                                                             |
| 1992                                     | 1995           | Joseph Le Rohellec            |           | Contre-amiral. Commandeur de la Légion d'honneur.           |
|                                          |                |                               |           |                                                             |
| 2001                                     | 2008           | Robert Tanguy                 |           |                                                             |
| 2008                                     | 2014           | Daniel Lorcy                  | UDI       |                                                             |
| 2014                                     | 3 juillet 2020 | Marie-Hélène Stéphany         |           |                                                             |
| 3 juillet 2020                           | En cours       | Jean Loiseau                  |           | Né le 26 octobre 1949.                                      |
| Les données manquantes sont à compléter. |                |                               |           |                                                             |

### Résultats électoraux
Lors du deuxième tour de l'élection présidentielle le 24 avril 2022 l'Île-d'Arz est la commune de la région Bretagne ayant donné le plus fort pourcentage de voix (85,36 %) à Emmanuel Macron, devançant Rennes (84,15 %) et l'Île-aux-Moines (83,93 %).

## Culture et patrimoine

### Lieux et monuments

#### Monuments historiques

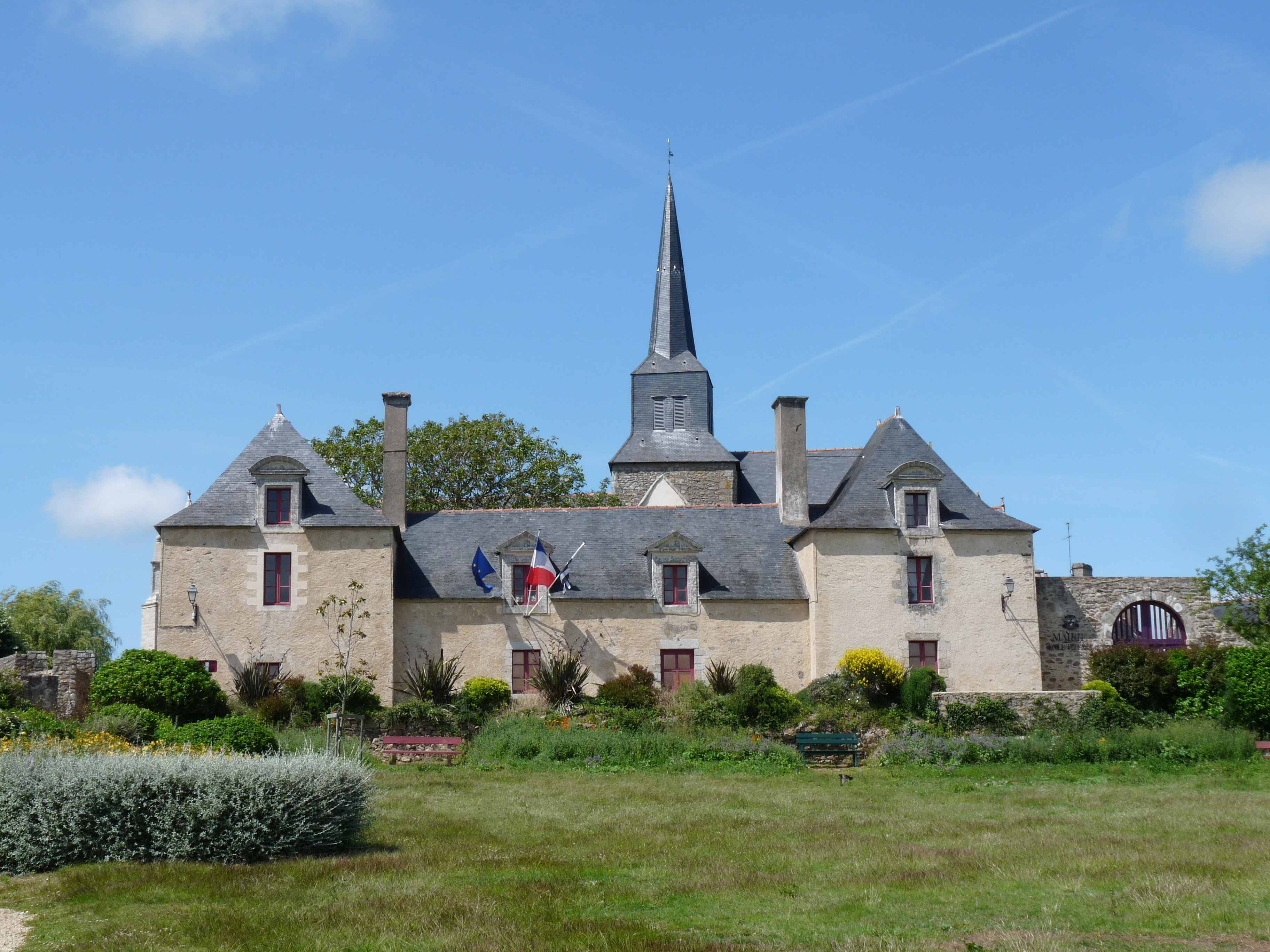
L'ancien prieuré et l'église paroissiale de la Nativité de Notre-Dame.
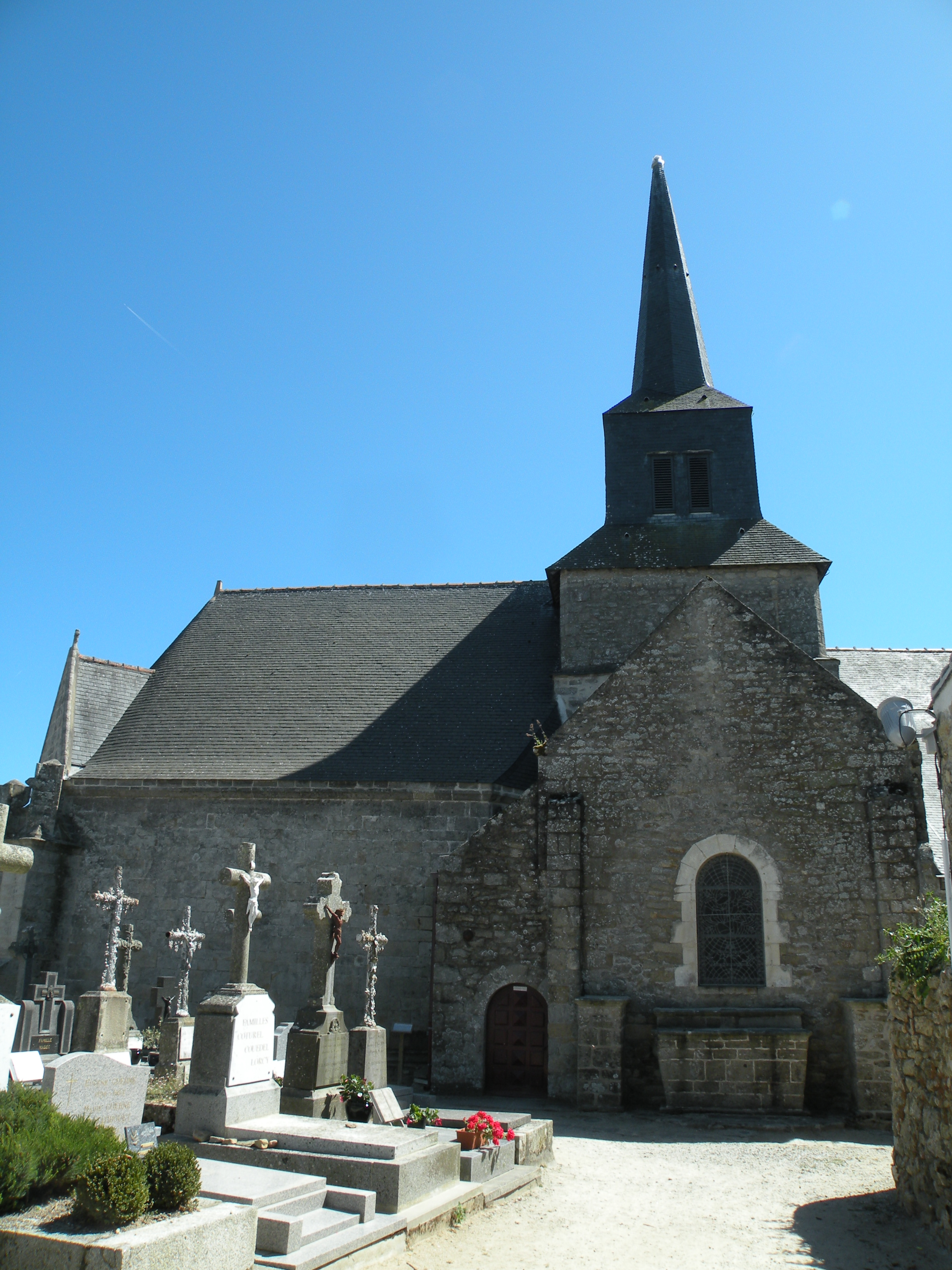
L’église Notre-Dame.
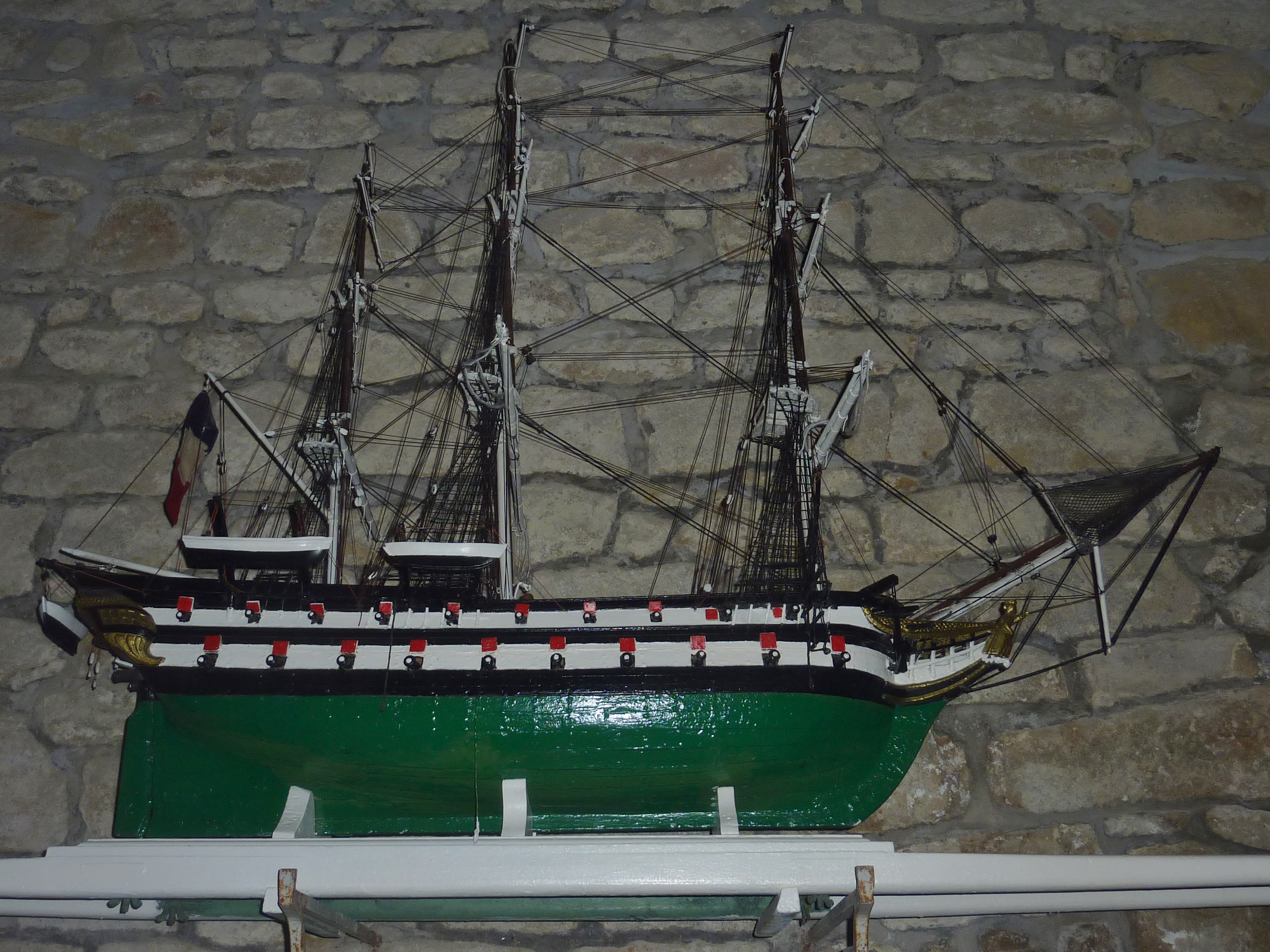
Voilier trois-mâts ex-voto dans l'église paroissiale de la Nativité de Notre-Dame.
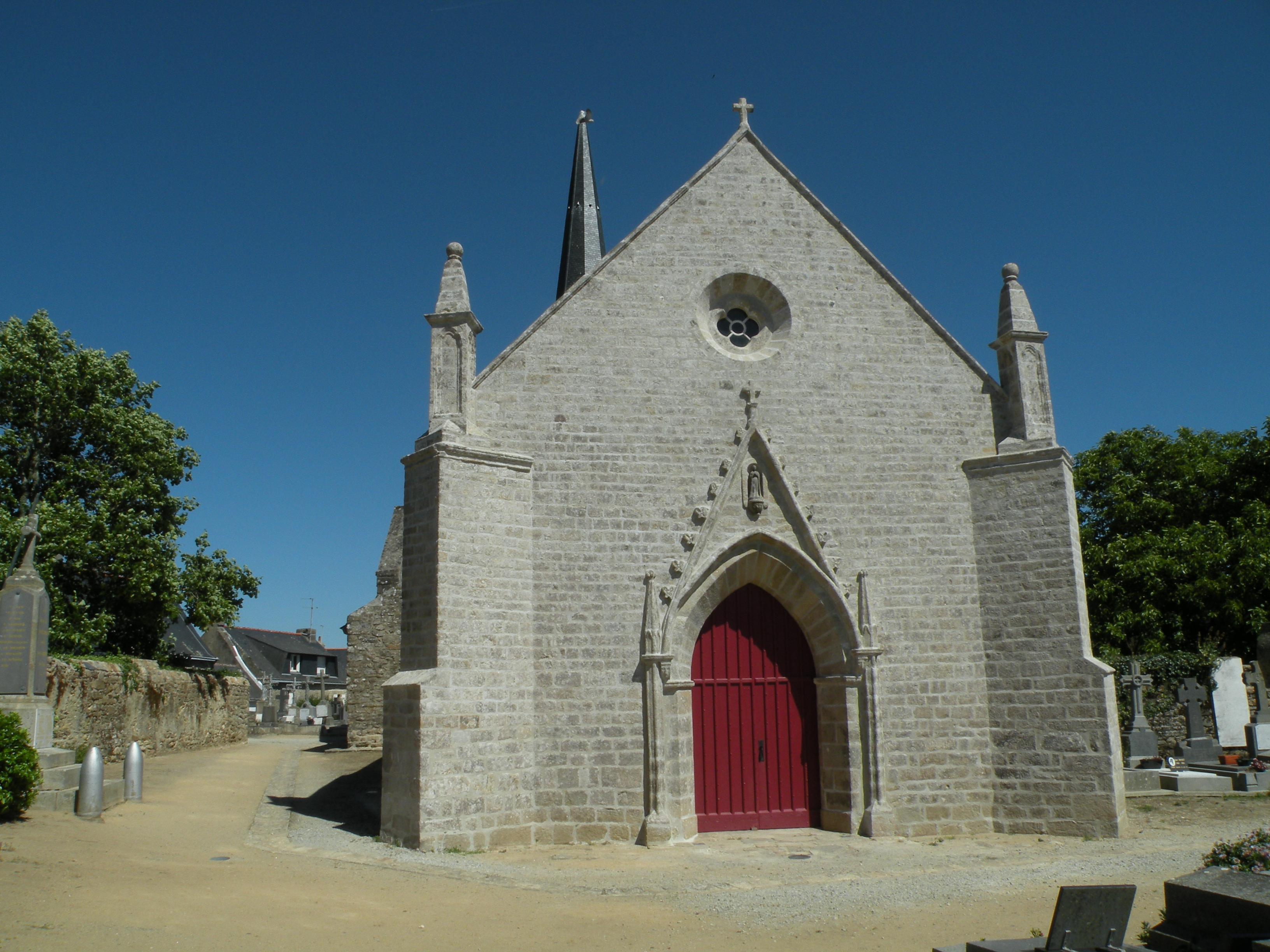
Porche de l’église Notre-Dame.
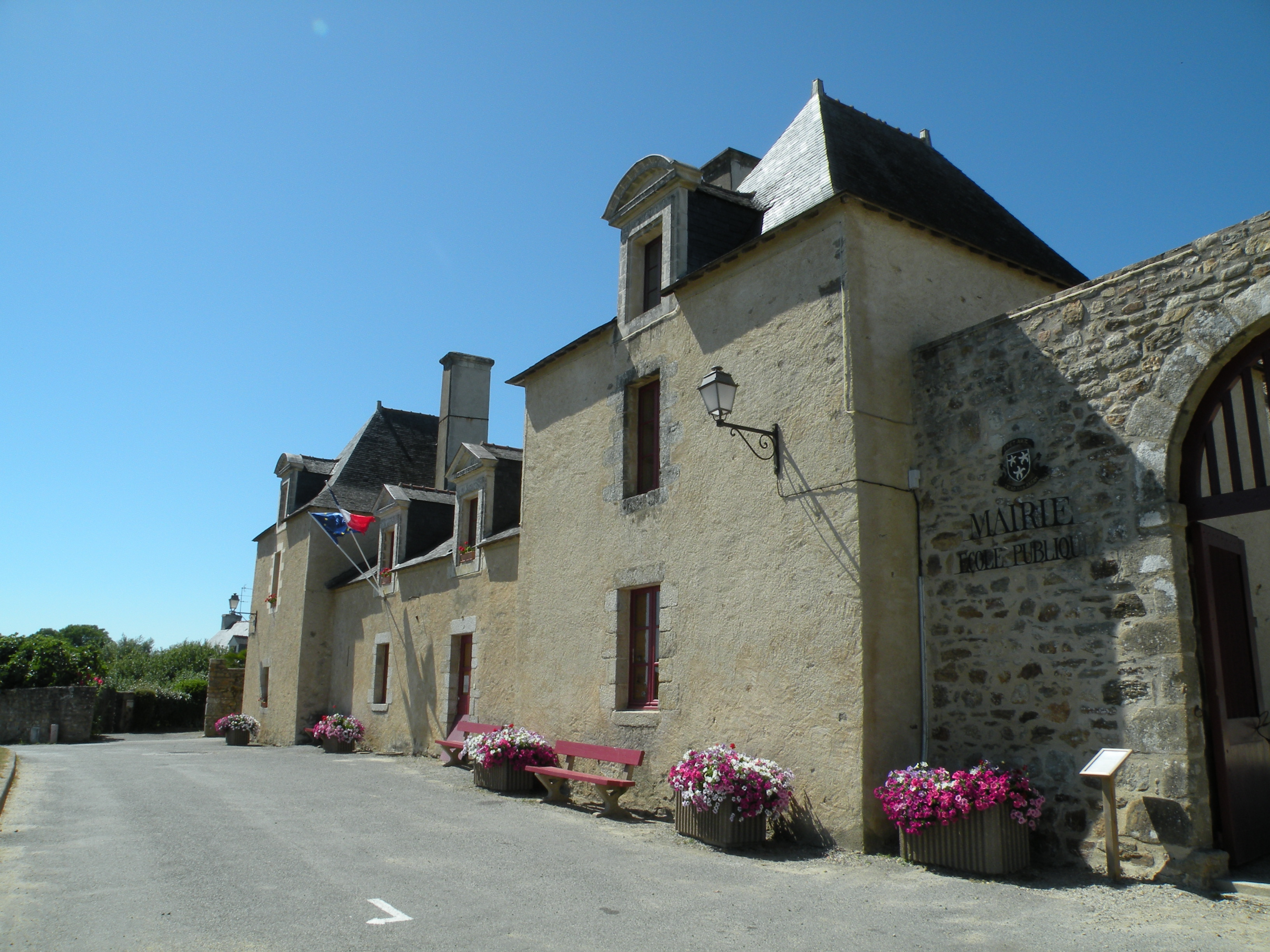
L’ancien prieuré.

La commune compte trois monuments historiques :
- Les Dolmens de la Pointe de Liouse inscrits par arrêté du 24 juillet 2023[77].
- L’église de la Nativité ou Notre-Dame, en partie romane et remaniée en 1553 et au XVIIe siècle. Elle possède douze chapiteaux sculptés datant du XIIe siècle. Elle a été classée par liste en 1862[78].
- Le prieuré dépendant de l’église a été fondé au XVIIIe siècle. Il accueille désormais la mairie et l’école du village. Il a été inscrit par arrêté du 15 janvier 1979[79].

#### Autres monuments et sites
L'île d'Arz compte d'autres lieux patrimoniaux :
- Le village de Pennero, composé essentiellement de maisons de marins et d'officiers de la marine marchande, construites entre la fin du XIXe siècle et les années 1930. L'emploi de la brique autour des huisseries ou l'alternance des minéraux, les façades parfois colorées en sont souvent l'expression.
- Le moulin à marée  du Berno[80]. Construit au XVIe siècle au milieu d'une digue empierrée de 350 mètres e serrant un réservoir de 13 hectares, il appartenait aux moines de l'Abbaye Saint-Gildas de Rhuys, mais il fut vendu comme bien national en 1792 et acheté par un boucher d'Arradon ; il a longtemps servi à moudre la production agricole de l'île. Il cessa de fonctionner en 1908. En ruine à la fin du XXe siècle, il a été reconstruit dans les années 1990 par une association locale, présidée par Jean Bulot, ancien capitaine du remorqueur Abeille Flandre.

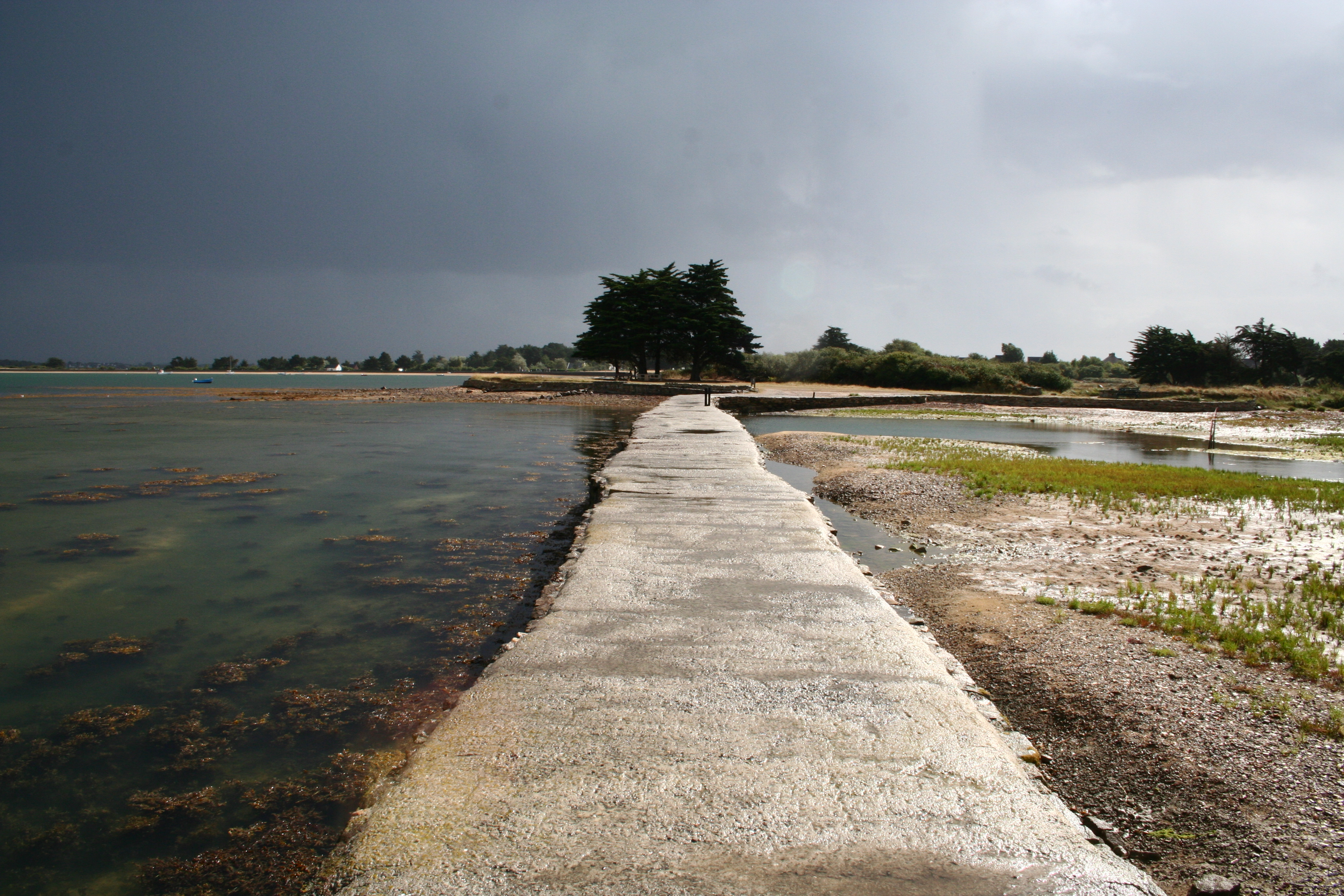
Digue du moulin à marée de l'île d'Arz.
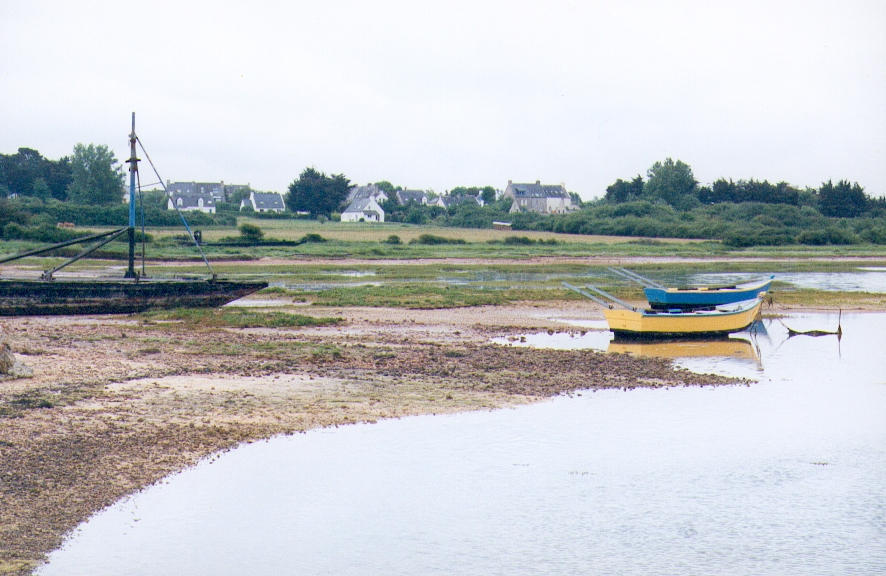
Une vasière de l'île d'Arz.
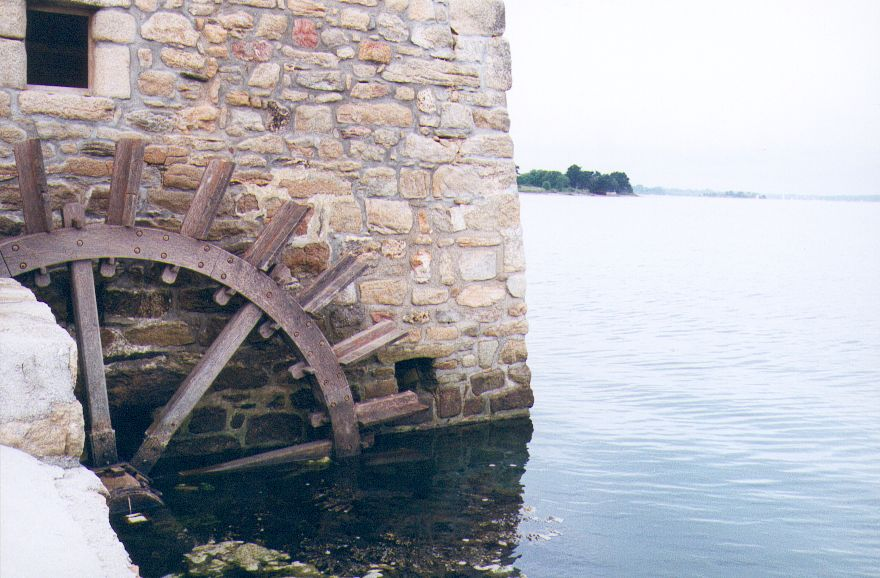
Détail du moulin.
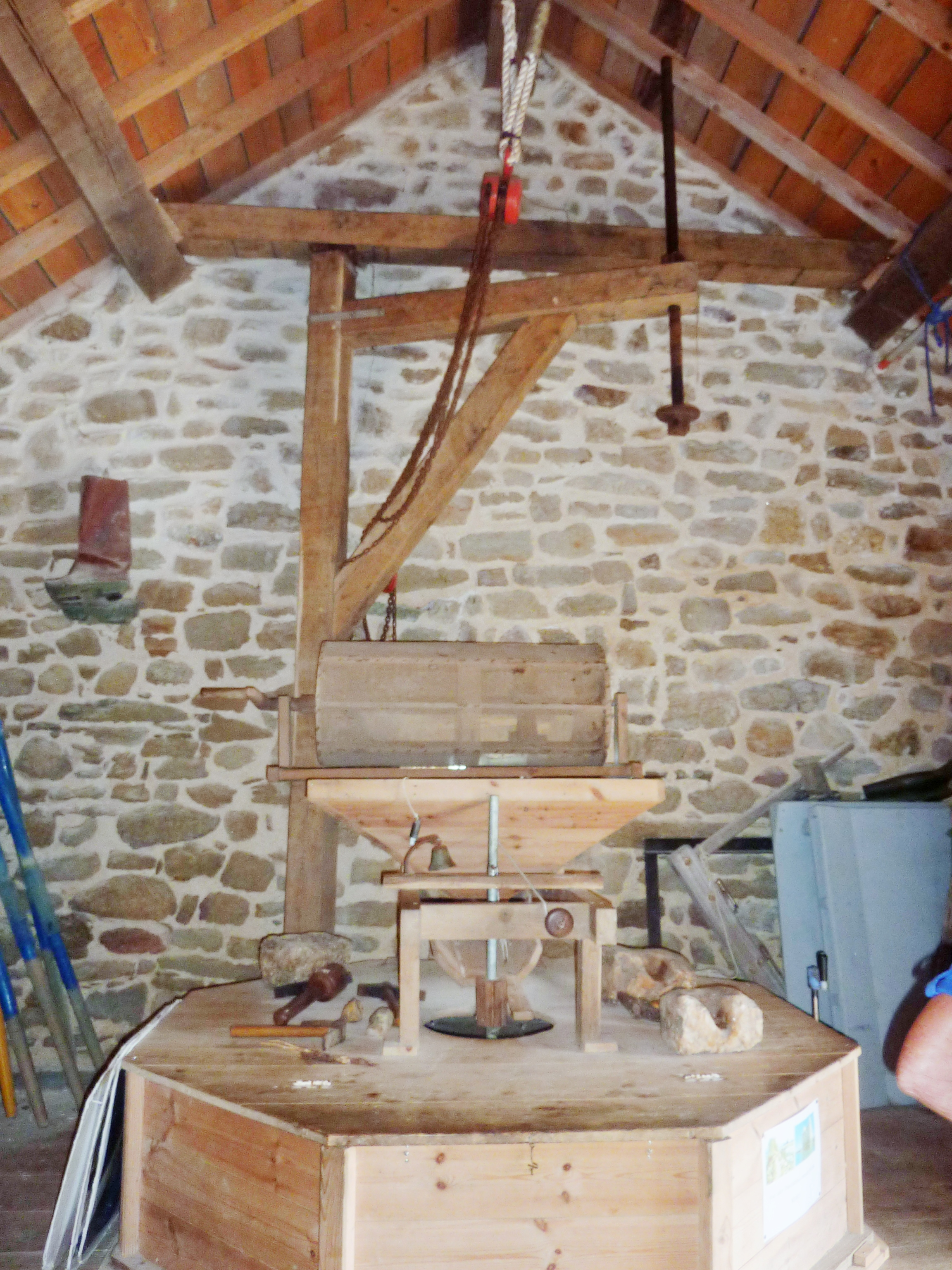
Le moulin à marée de Berno, vue intérieure (après la restauration du moulin).

- Le manoir de Kernoël date du  XVIe siècle; la tour visible près de l'entrée est un ancien pigeonnier construit au XVIIIe siècle, environ 400 boulins se trouvent à l'intérieur. Ce fut au XIXe siècle la plus importante ferme de l'île. Il est inscrit à l'inventaire général du patrimoine culturel[81] ;

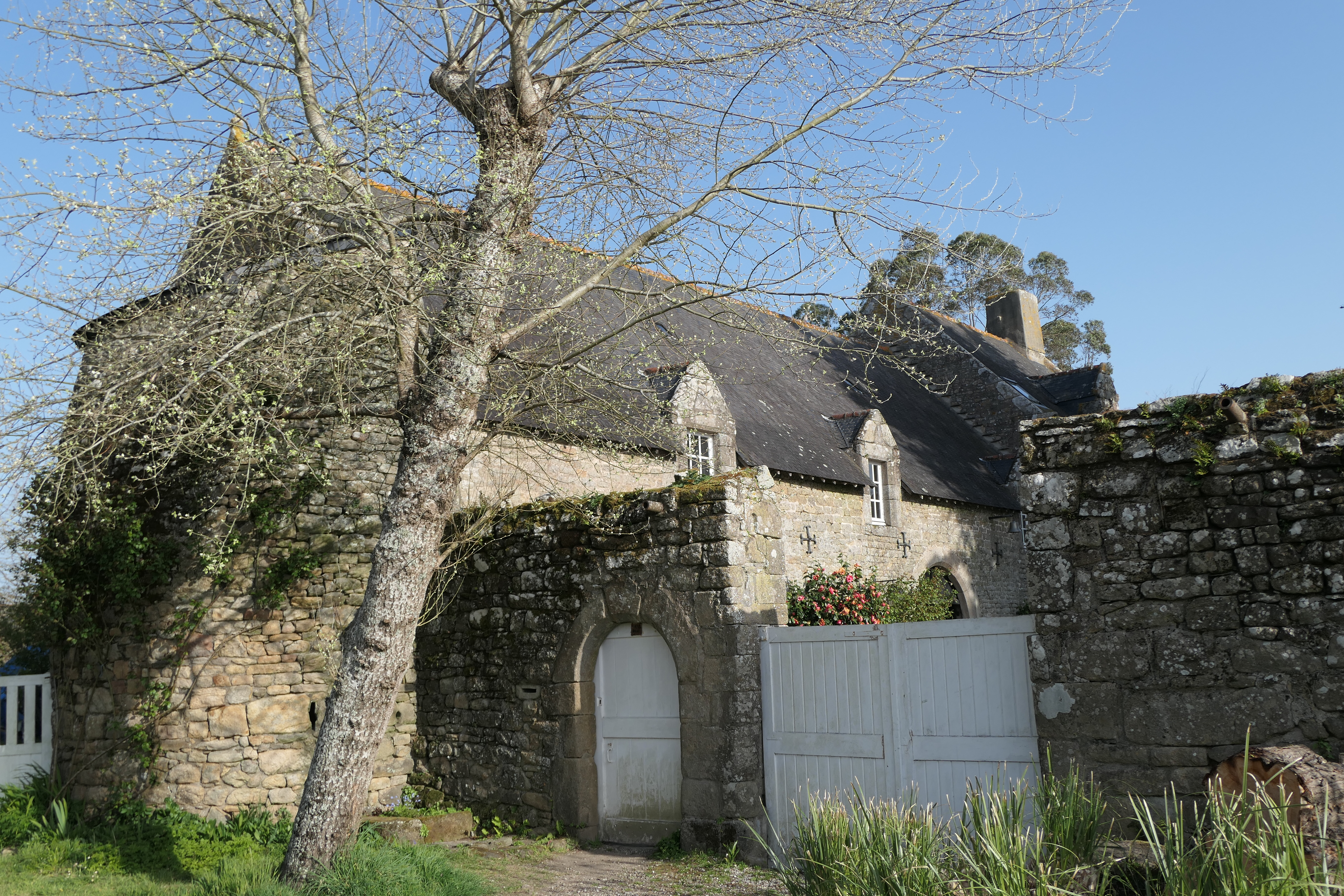
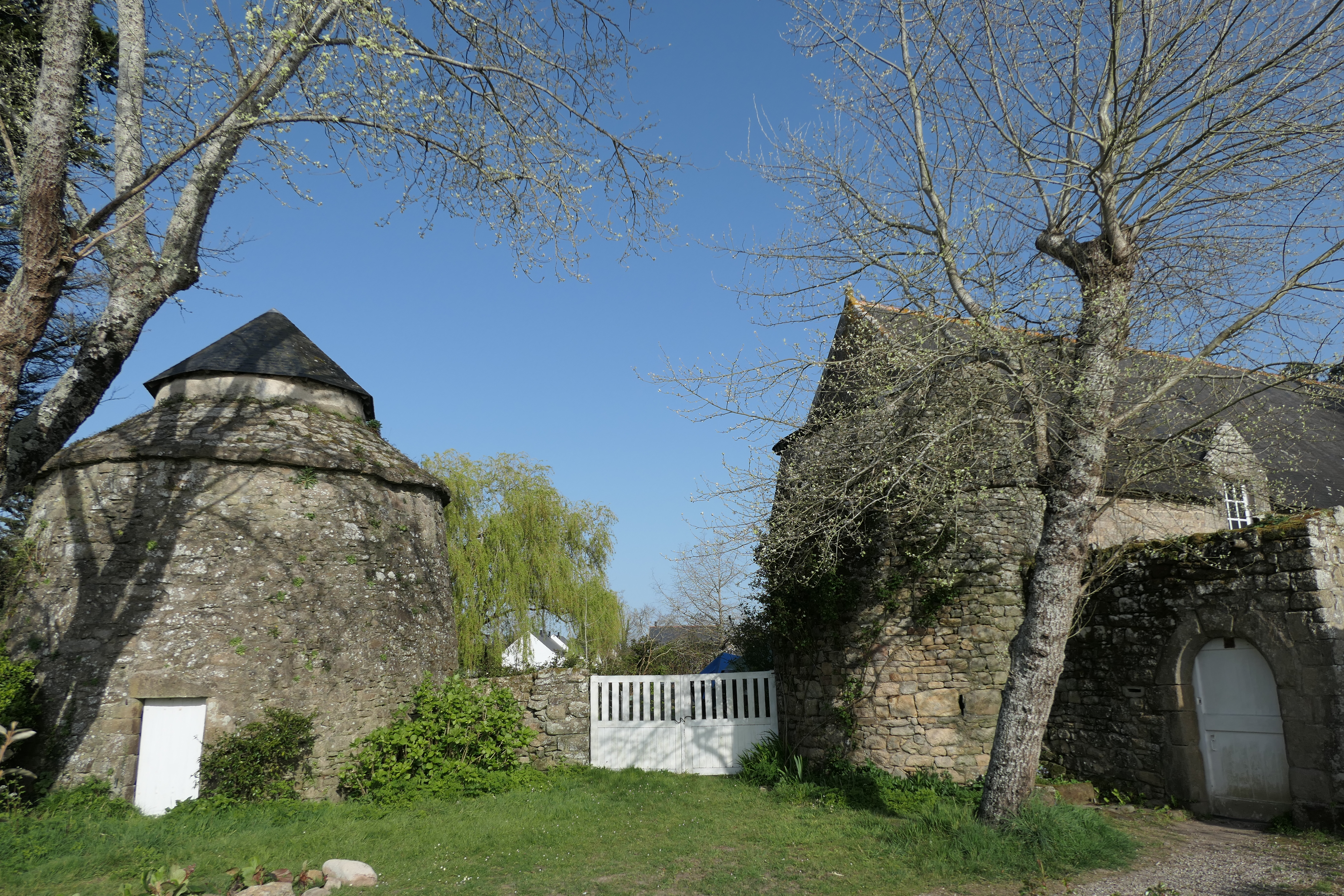
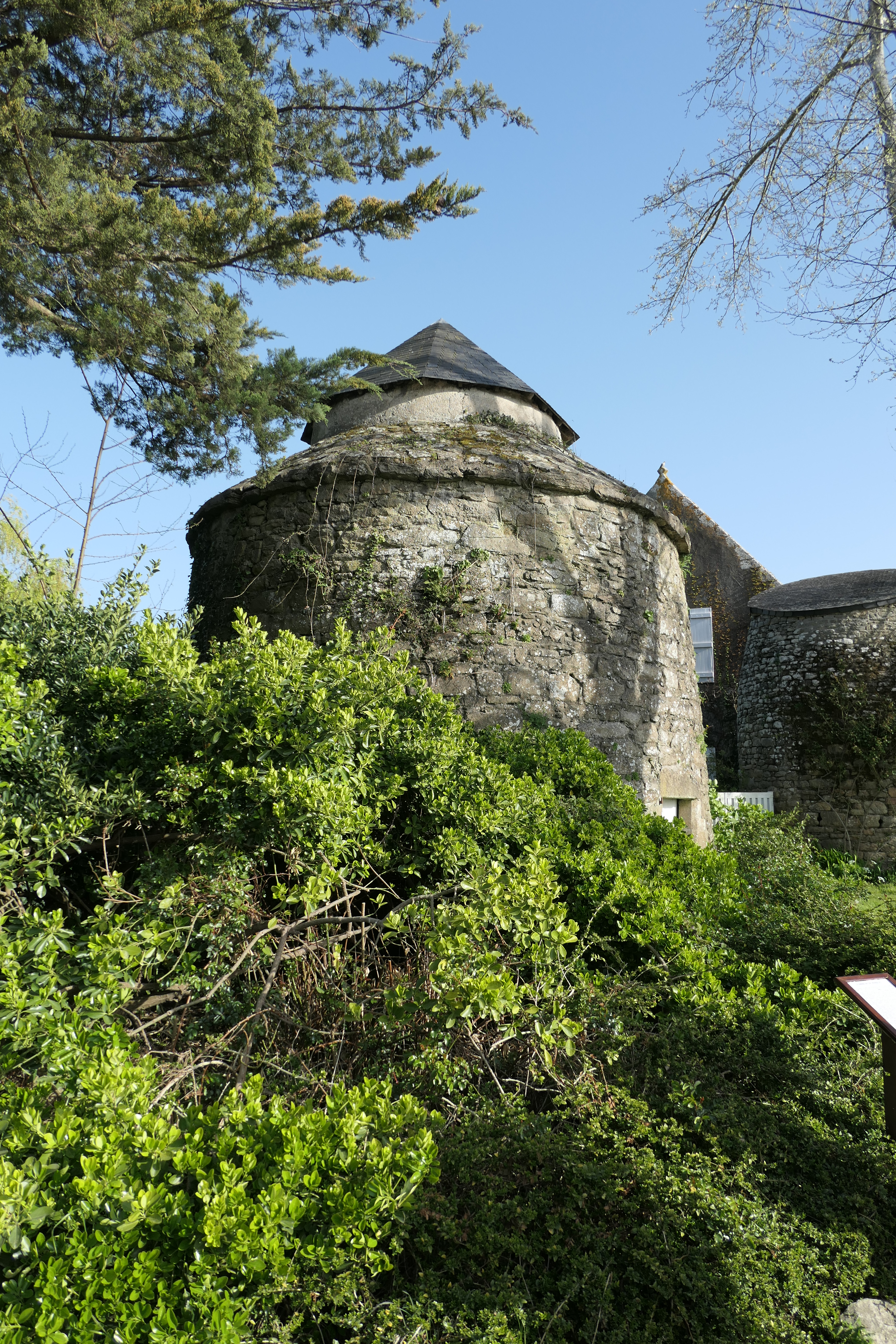
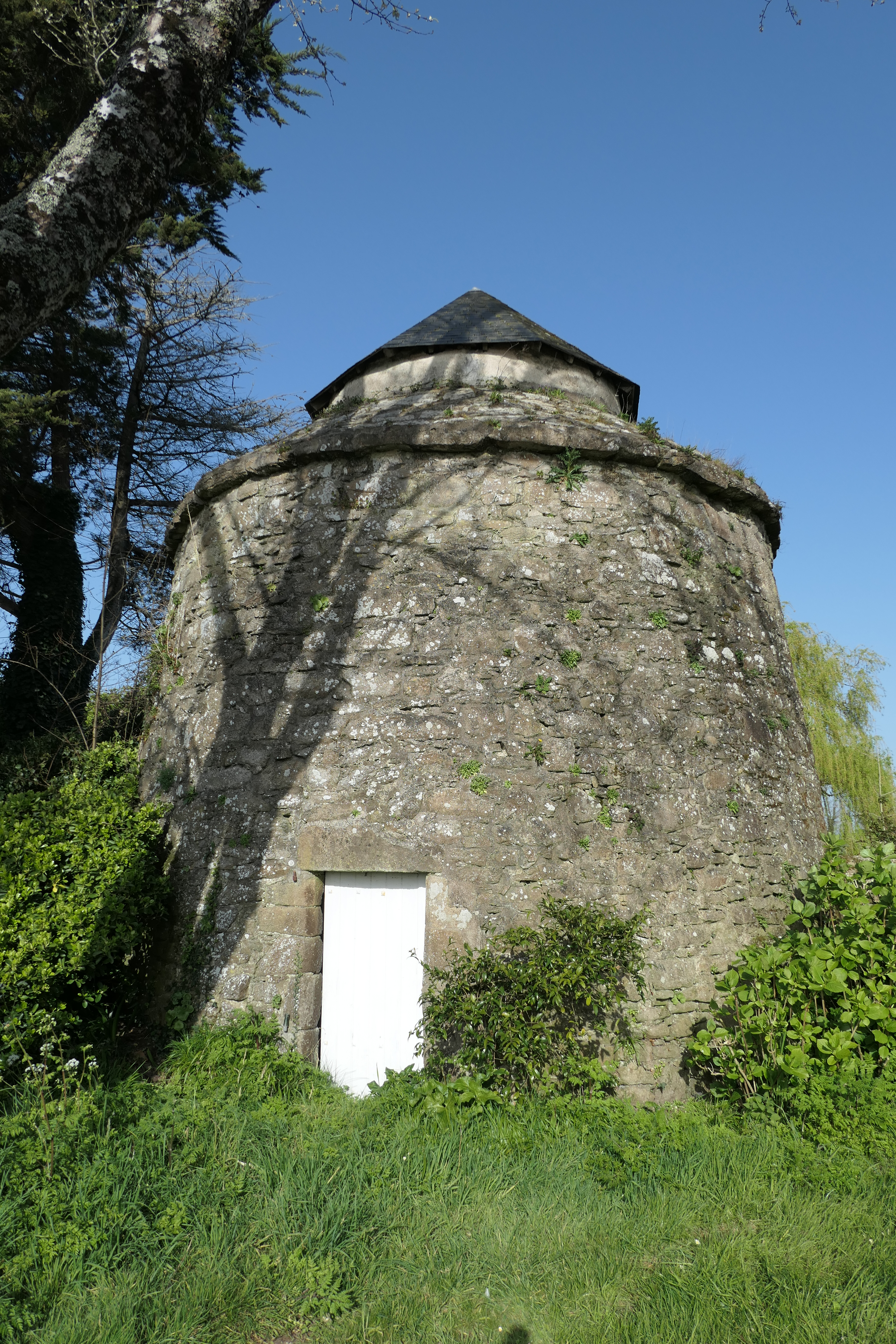
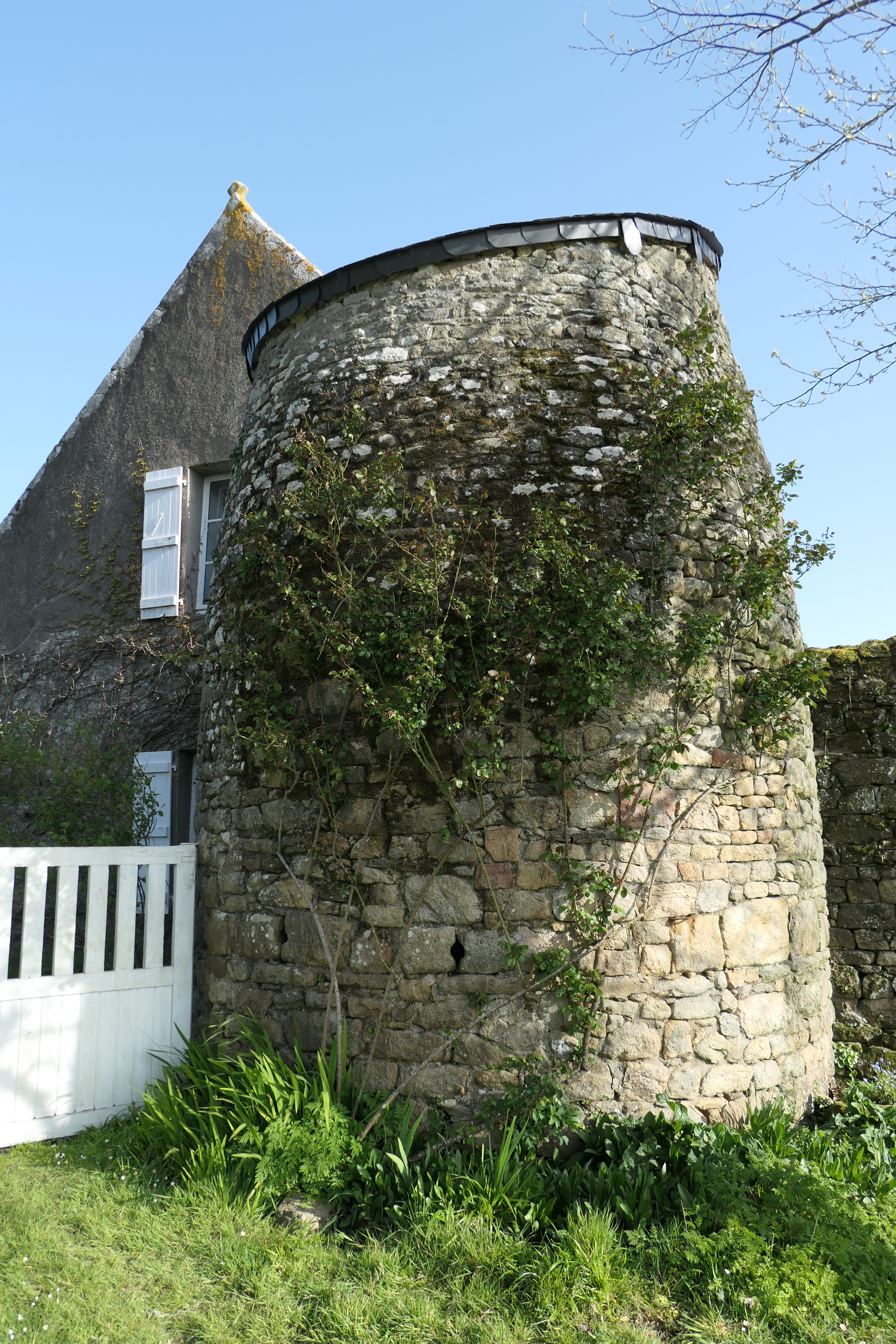

- La fontaine Varia : dédiée à la Vierge Marie et située en contrebas du sentier littoral à l'est de l'île, elle daterait au moins du XVIe siècle et aurait appartenu au prieuré Saint-Georges[82].
- Un sentier littoral de 18 km de long fait le tour de l'île.
- Arz possède deux centres nautiques : le domaine de Bilhervé[83] et le centre nautique des Glénans[84].

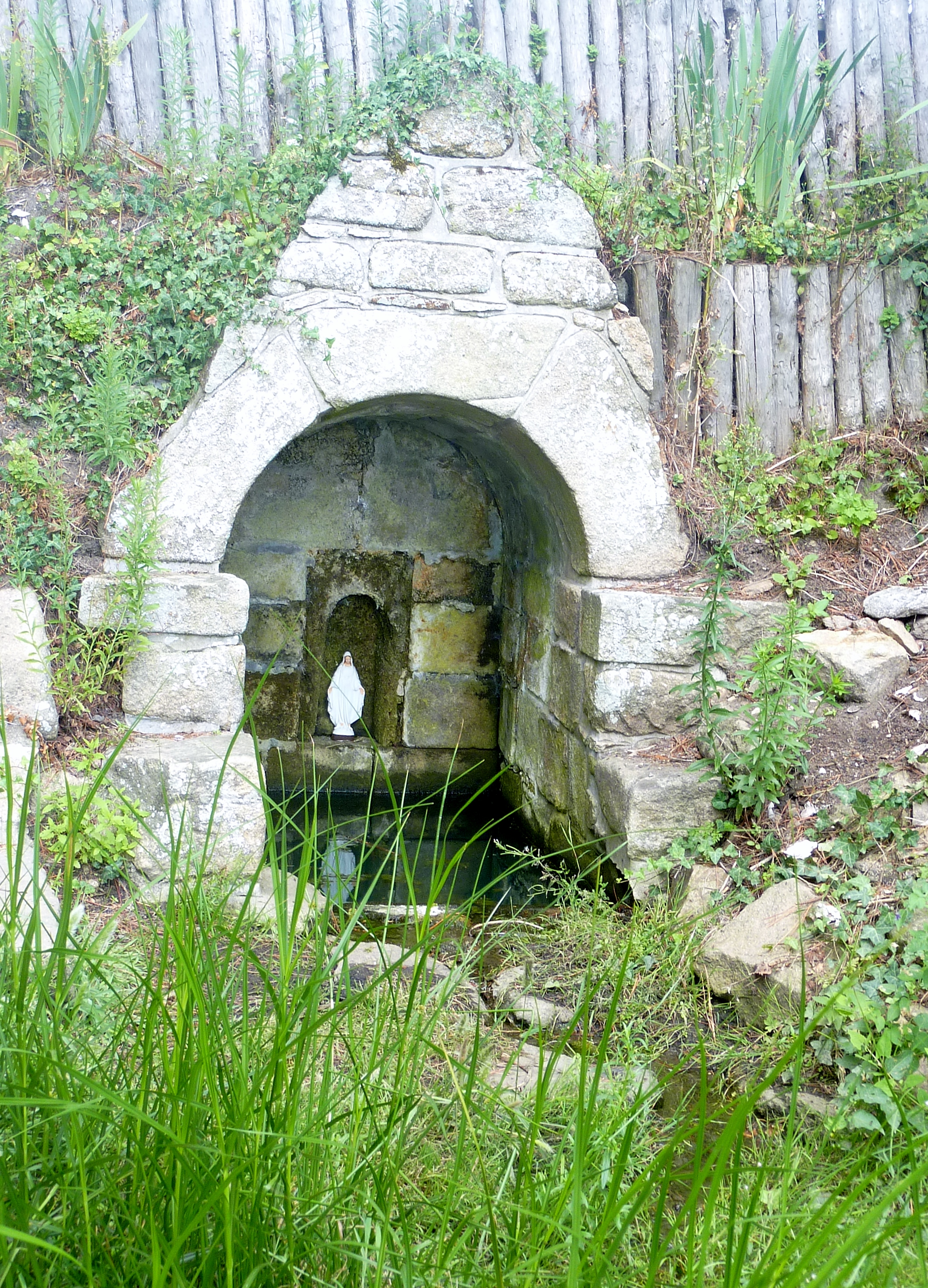
La fontaine Varia à l'est du bourg près de la cale de Pen Raz.
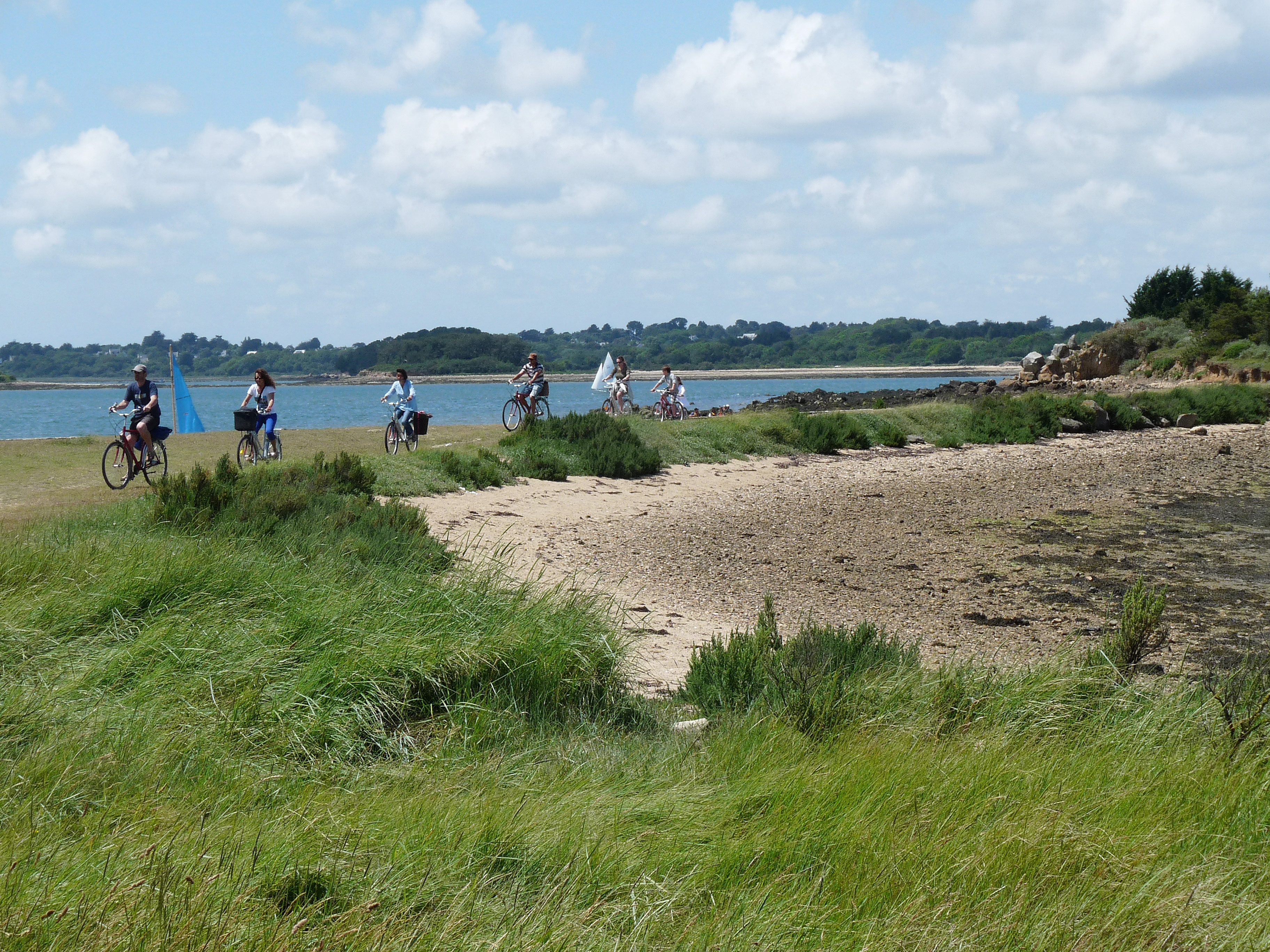
Cyclistes sur l'île d'Arz.
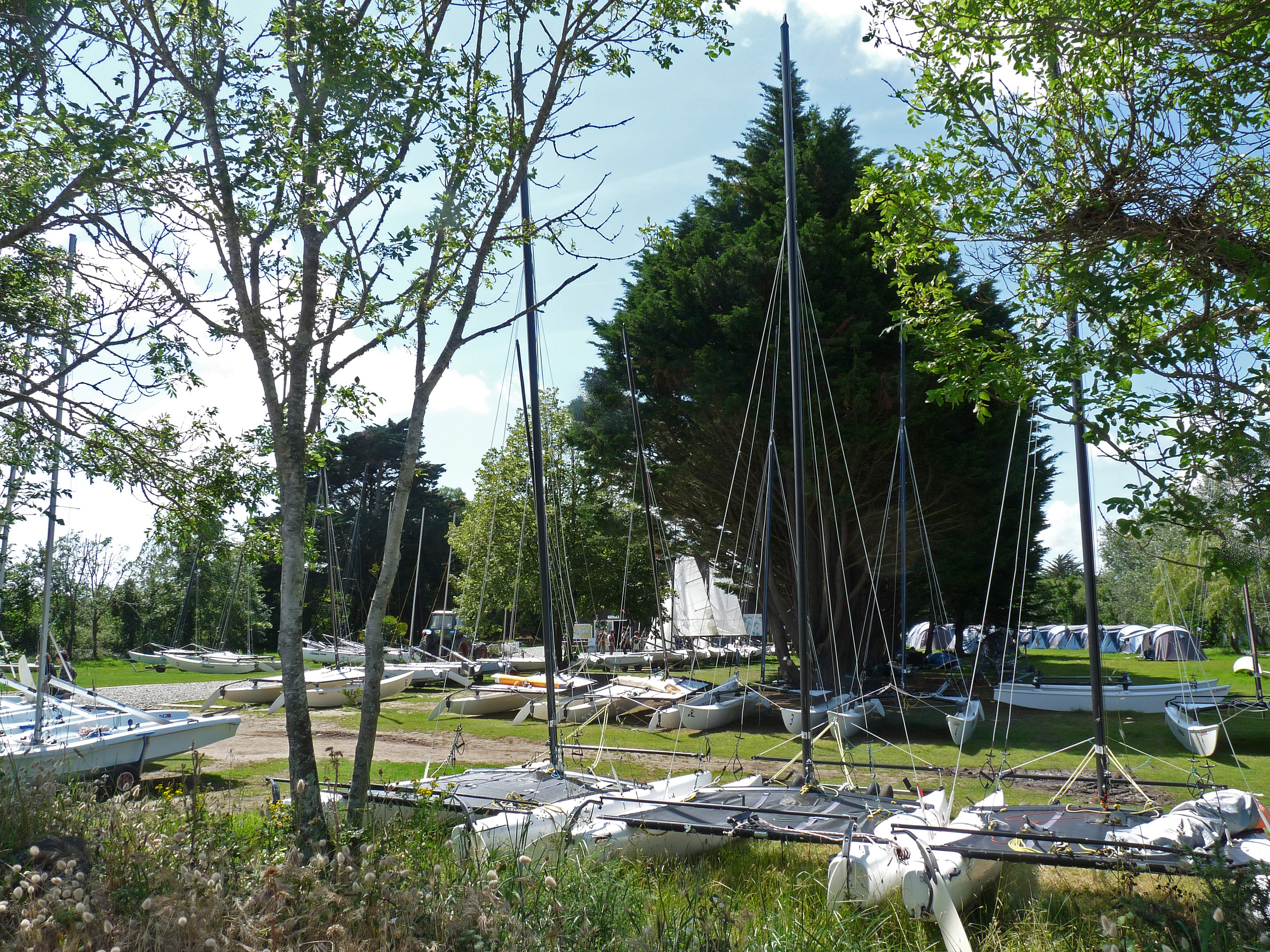
Bateaux de l'école de voile des Glénans à l'Île-d'Arz.

### Légende
- La légende de l'île d'Arz : elle raconte qu'un jeune homme de l'Île d'Arz était éperdument amoureux d'une jeune fille de l'Île aux Moines, mais ses parents, opposés au mariage, décidèrent de le confier aux moines. Cependant sa belle le rejoignait quotidiennement. Les parents demandèrent au supérieur du monastère de châtier le couple. Un soir, alors que la belle marchait sur l'isthme qui reliait alors des deux îles (au niveau de la Pointe de Brouel) pour rejoindre son bien-aimé, la mer sépara les deux îles et noya la jeune fille. Cette légende a été rapportée par Auguste Brizeux[85].

### Tableaux
- Pierre Dubreuil : L'église de l'Île d'Arz[86].

### Film
- Jean Loiseau : "Femme de marin, femme de chagrin ?" (récits des épouses et filles de capitaines ou marins de commerce de l’Ile d’Arz)[87].

### Héraldique
| Armes de l'Île-d'Arz (Nord) | Les armes de l'Île-d'Arz se blasonnent ainsi :« D’argent à trois quintefeuilles de gueules et à la filière d’azur » |

## Écologie
- En 2019 2 300 arbres et arbustes ont été plantés par le couple d'agriculteurs installés dans l'île[88].

## Livres
- Jean Bulot, « L’île d’Arz, l’île des capitaines »[89].

## Personnalités liées à la commune

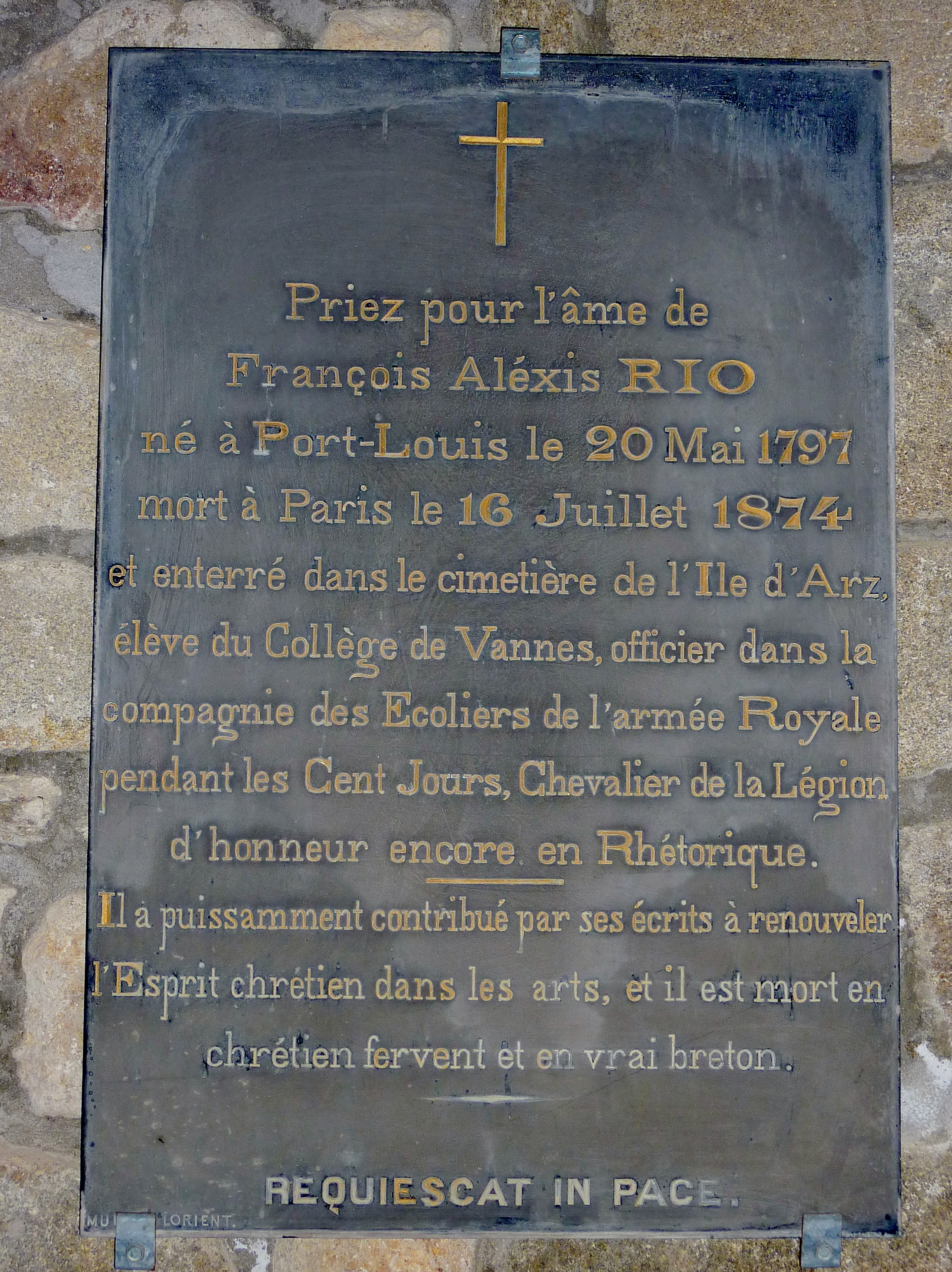
Plaque commémorative en mémoire de François Alexis Rio (église paroissiale de la Nativité de Notre-Dame).

- Georges Monnier, né le 29 septembre 1796 à l'Île-d'Arz, avocat, puis professeur, fut élu député en 1849 sur une liste conservatrice ; il mourut avant la fin de la législature le 12 mai 1851 à Paris.
- Alexis-François Rio, né le 20 mai 1797 à Port-Louis, passa toute son enfance à l'Île-d'Arz, berceau de sa famille ; élève au collège de Vannes, il participa à la Petite chouannerie de 1815 comme lieutenant dans le "bataillon des Écoliers" et fut fait chevalier de la Légion d'honneur par Louis XVIII (il écrivit en 1842 "Histoire d'un collège Breton sous l'Empire, la petite chouannerie") ; agrégé d'histoire à 24 ans, il fut professeur au lycée Louis Le Grand ; son œuvre principale fut "Art chrétien", en 4 volumes publiés entre 1836 et 1867 ; décédé à Paris le 18 juillet 1874, selon ses dernières volontés il fut inhumé près de la porte de l'église paroissiale de l'Île-d'Arz[90] ;
- Jean-Marie Le Joubioux (1806-1888), poète de langue bretonne ;
- Jean Bulot, auteur de plusieurs livres et ancien capitaine du remorqueur Abeille Flandre ; il s'est investi dans la rénovation du moulin à marée[91] ;
- Franck David, champion olympique de planche à voile à Barcelone en 1992 ;
- Joseph Mahé, chanoine du XVIIIe siècle qui a réalisé l'un des premiers travaux de collecte de musique bretonne et un travail d'inventaire des mégalithes du Morbihan.
- Pierre Trépos, universitaire français, spécialiste de la langue bretonne; il avait une résidence secondaire sur l'Île-d'Arz.